# Shazam (DC Comics)
Captain Marvel (traducido al español como Capitán Marvel o Capitán Maravilla), y desde el 2011 llamado Shazam, es un superhéroe creado en 1939 por el guionista Bill Parker y el dibujante Clarence Charles Beck, originalmente publicado por Fawcett Comics en Whizz Comics 2 (febrero de 1940) y posteriormente, tras la compra de los derechos del personaje en 1972 y hasta la actualidad, por DC Comics. Es el alter ego de Billy Batson, un niño que, al pronunciar la palabra mágica "SHAZAM" (Acrónimo de seis "ancianos inmortales": Salomón, Hércules, Atlas, Zeus, Aquiles y Mercurio), puede transformarse en un adulto disfrazado con los poderes de fuerza sobrehumana, velocidad, vuelo y otras habilidades. El personaje lucha contra una extensa galería de villanos, principalmente los enemigos llamados Black Adam, Doctor Sivana, Siete Pecados Mortales, Darkseid y Mister Mind.
En los Estados Unidos, basado en las ventas de libros, el personaje fue el superhéroe más popular de la década de 1940, superando incluso a Superman. Fawcett expandió la franquicia para incluir otras cabeceras "Marvels", principalmente las asociadas Familia Marvel, Mary Marvel y Capitán Marvel Jr., quienes también pueden aprovechar los poderes de Billy. Capitán Marvel fue también el primer cómic de superhéroes en ser adaptado al cine: en 1941, mediante un serial de episodios de República titulado Las aventuras del Capitán Marvel.
En 1953, Fawcett dejó de publicar los cómics relacionados con el Capitán Marvel, por una demanda a DC Comics sobre infracción de derechos de autor, en la que se alegaba que el Capitán Marvel era una copia de Superman. Finalizado este suceso, estas pérdidas millonarias, ocasionó que la editorial no volviera a publicar contenido relacionado con Shazam!, llevando a que la editorial entrase en bancarrota, y que la editorial cesase sus publicaciones, y que posteriormente comenzara una reorganización del plantel de personajes que llevaría a que en 1972, Fawcett vendiese los derechos del personaje a DC, no sin antes fracasar en el intento por no poder lograr a tiempo el registro del nombre original, un registro que conllevó a que el nombre de "Capitán Marvel" por parte de Marvel Comics en 1968, Marvel se quedara legalmente con los derechos del nombre, impidiéndole a DC publicar bajo este nombre un título mensual, determinando que DC renombrase el título de la historieta a Shazam.
Aunque DC Comics edita y publica este personaje, desde que Marvel registró el nombre en 1968 para un personaje creado para tal efecto, por tal motivo, el nombre y la marca "Captain Marvel" no pueden aparecer como título de ninguna publicación que no sea producto de Marvel Comics, un hecho que ha impuesto que el uso de uno de los leitmotivs del personaje, la palabra mágica "Shazam!", sea utilizada como título de cualquier cabecera que protagonizara el personaje. Finalmente, para 1991 completaría toda la adquisición DC de los activos y propiedades de Fawcett, lo que llevó a que todos los derechos de toda la familia de personajes pudiesen ser utilizados con más libertad. Desde entonces, DC integró al Captain Marvel y la Familia Marvel a la continuidad del Universo DC luego de la Crisis en las Tierras Infinitas (anteriormente, estos personajes tenían su propia continuidad denominada Tierra-S) y a pesar de que ha intentado revivir la publicación en reiteradas ocasiones, apenas ha logrado un éxito mixto. Debido a conflictos de marcas comerciales sobre otros personajes llamados "Capitán Marvel", propiedad de Marvel Comics, DC ha marcado y comercializado al personaje utilizando la marca registrada Shazam! desde 1972. Esto llevaría a muchos a asumir que "¡Shazam!" era el nombre del personaje, por lo que DC finalmente decidió renombrarlo "Shazam!" cuando se llevó a cabo el relanzamiento de sus propiedades en el 2011 con Los Nuevos 52, (sin embargo, este nombre solo se aplicaría a esa versión específica del universo, ya que todas las demás versiones aún continuarían llamándose como Capitán Marvel) con sus asociados conocidos como la "Familia Shazam", tal cual como ocurrió en la miniserie de Multiverso en el tomo titulado, "Aventuras de Thunderworld: El Capitán Marvel y el día que nunca existió!", perteneciente a Tierra 5).
En las adaptaciones, "Shazam" volvería a ser llevado tanto a la televisión como al cine, en esta primera, la productora Filmation presentó en su momento al personaje en dos adaptaciones de series de televisión: una serie de acción de los años setenta con los actores Jackson Bostwick y John Davey interpretando al personaje, y una serie animada de los años ochenta. Actualmente, gracias a Warner Bros., a través de su productora filial, New Line Cinema en 2019, estrenaron la película Shazam!, siendo parte del Universo extendido de DC, con Zachary Levi interpretando el papel principal y a Asher Angel como Billy Batson. Levi y Angel están listos para regresar en una secuela, Shazam! Fury of the Gods, en 2023.
El personaje, fue clasificado como el 55.º mejor personaje de los cómics de todos los tiempos por la revista Wizard. IGN también lo clasificó como el número 50° héroe de cómics más grande de todos los tiempos, afirmando que el personaje siempre será un recordatorio duradero de un tiempo más simple. UGO Networks lo clasificó como uno de los mejores héroes de entretenimiento, y dijo: 

"En su mejor momento, Shazam siempre ha sido comparado con Superman con un sentido de locura, y de tonta diversión".

## Desarrollo e inspiraciones
Tras el éxito de estos nuevos personajes de superhéroes que creó National Allied Publications, con Superman y Batman, Fawcett Publications comenzó su propia división de historietas para 1940, reclutando al escritor y dibujante Bill Parker para crear varios personajes héroicos para el primer título de su línea, Flash Comics, siendo este el nombre para un título provisional. Además de escribir historias sobre otros personajes como Ibis el Invencible, Spy Smasher, Golden Arrow, Lance O'Casey, Scoop Smith y Dan Dare Para el nuevo título, Parker también escribió una historia sobre un equipo de seis superhéroes, cada uno con un poder especial al cual se les otorgó una figura mitológica como la fuente de sus poderes.
El director ejecutivo de Fawcett Comics, Ralph Daigh, decidió que sería mejor combinar el equipo de seis personas en un héroe que encarnara los seis poderes. Parker respondió creando un personaje al que llamó "Capitán Trueno". El artista Charles Clarence "C.C." Beck del personal, fue reclutado para diseñar e ilustrar la historia de Parker, haciéndolo en forma directa, algo caricaturesco un estilo que se convertiría en su marca registrada. 

"Cuando Bill Parker y yo fuimos a trabajar en el primer cómic de Fawcett a fines de 1939, ambos vimos cuán mal escritos e ilustrados estaban los cómics de superhéroes", dijo Beck a un entrevistador. "Decidimos darle a nuestro lector un libro de historietas realista, dibujado en la forma de tira cómica y narrando a modo de una historia imaginativa, basada no en las fórmulas trilladas de las revistas de pulp, sino en viejos cuentos populares y mitos de los tiempos clásicos".

El primer número del cómic fue impreso bajo los títulos de Flash Comics #1 y Thrill Comics #1, pero que tuvo una baja para el otoño de 1939, como copia ashcan creada para fines publicitarios y como marca registrada. Poco después de esta impresión, sin embargo, Fawcett descubrió que no podía registrar el nombre del "Capitán Trueno", "Flash Comics" o "Thrill Comics", porque los tres nombres ya estaban en uso. En consecuencia, la historieta pasó a llamarse Whiz Comics, y el artista de Fawcett, Pete Costanza, sugirió cambiar el nombre de Capitán Trueno a "Capitán Maravilloso", y que los editores terminaron acortando a "Capitán Maravilla". La palabra encerrada en losglobos para la historia fueron reescritas para poder etiquetar al héroe de la historia principal bajo el nombre de "Capitán Marvel".

### Introducción del personaje
Tras el impedimento para registrar el título inicial, la serie tuvo que tomar la decisión de cambiarle el título a la serie, tomando el nombre de Whiz Comics a partir del Número 2 de la serie mensual, publicandose a finales en febrero de 1940. La característica principal para este cómic, fue la presentación oficial al público del personaje de Billy Batson, un niño huérfano de 12 años de edad que, al pronunciar el nombre del antiguo mago conocido como Shazam, este quedaría impresionado por un rayo mágico que lo transformaría en el superhéroe adulto conocido como el Capitán Marvel. El nombre de Shazam! sería la insignia del personaje, al ser un acrónimo derivado de seis ancianos inmortales que otorgan al Capitán Marvel sus superpoderes: la "S" de Salomón, la "H" de Hércules, la "A" de Atlas, "Z" de Zeus, la otra "A" de Aquiles y por último, la "M" de Mercurio.
Además de presentar al personaje principal, así como su a su alter ego y su mentor, para la primera aventura del Capitán Marvel, justamente coincidió con la portada y salida del Whizz Comics #2, que además, también presentaría a su archienemigo, el malvado científico loco el Doctor Sivana, al que encontró a Billy Batson hablando en su trabajo estando al aire cuando trabajaba como reportero de radio para la emisora WHIZ. Al instante, el Capitán Marvel sería un rotundo éxito instantáneo, con Whiz Comics #2 vendiendode con más de 500,000 copias. En 1941, tenía su propia serie en solitario, titulada, Captain Marvel Adventures, cuyo lanzamiento sería escrito y dibujado por dos grandes de la historieta, como Joe Simon y Jack Kirby. Desde entonces, el Capitán Marvel continuó apareciendo en Whiz Comics, así como apariciones periódicas en otras historietas de Fawcett, incluyéndose el título de Master Comics.

### Inspiración y éxito en Fawcett
La inspiración para la creación del Capitán Marvel provino de varias fuentes. Su apariencia visual se inspiró en la de Fred MacMurray, un popular actor estadounidense de la época, aunque también se hicieron comparaciones con Cary Grant y Jack Oakie. El fundador de Fawcett Publications, Wilford H. Fawcett, fue apodado como el "Capitán Billy", que inspiró el nombre de "Billy Batson", así como el título del personaje. La primera revista de Fawcett se tituló Whiz Bang del capitán Billy, que fue el que inspiró el título definitivo de Whiz Comics. Además, Fawcett tomó varios de los elementos que habían hecho con Superman (uno de los precedentes que motivaron a la demanda del plagio) el primer superhéroe de cómics popular (debido a su superfuerza y velocidad, varias historias de ciencia ficción, un alter ego de reportero de buenos modales) se les incorporó al Capitán Marvel. El director de circulación de Fawcett, Roscoe Kent Fawcett, recordó haberle dicho al personal: 

"Denme a un Superman, solo que su otra identidad sea el de un niño de unos 10 ó 12 años en lugar de un adulto".

A lo largo de gran parte de la Edad de Oro de los cómics, el Capitán Marvel demostró ser el personaje de superhéroes más popular de los medios del momento, por lo que sus cómics superaron a todos los demás. De Aventuras del Capitán Marvel se vendieron catorce millones de ejemplares en 1944, y en un momento dado, fue publicado dos veces por semana con una circulación de 1,3 millones de copias por número. Varias ediciones de la revista Captain Marvel Adventures incluyeron una propaganda en sus portadas que proclamaban a la serie como "la mayor circulación de cualquier revista de cómics").
La franquicia se amplió entre 1941 y 1942 para introducir en el Capitán Marvel personajes derivados. En uno de esos números, en el Whiz Comics Volumen Uno #21 de 1941, presentaría otro grupo de aliados: los Teniente Marvels: siendo nada menos que unos tres chicos que también se llamaban "Billy Batson", que también adquirieron el poder de convertirse en superhéroes adultos. El Capitán Marvel Jr., el alter ego del vendedor de periódicos con discapacidad Freddy Freeman, debutó en las páginas de Whiz Comics Volumen uno #25 de (1941). Mary Marvel, el alter-ego de la hermana gemela de Billy, Mary Batson, apareció por primera vez en Captain Marvel Adventures Volumen uno #18 de (1942). En contraste con el Capitán Marvel y los Tenientes, tanto Mary Marvel como el Capitán Marvel Jr. siguieron siendo niños en la forma de superhéroes, recibiendo eventualmente sus propios libros del mismo nombre, además de aparecer como las personajes principales en las revista Master Comics y Wow Comics, respectivamente. Capitán Marvel, Capitán Marvel Jr. y Mary Marvel aparecieron juntos como equipo en otra publicación de Fawcett, titulada, The Marvel Family. Además, hubo un divertido personaje derivado de los animales, considerada la mascota de Mary, Hoppy, el Conejito Marvel, creado en 1942 para el cómic Funny Animals de Fawcett y que más tarde también recibiría su propia serie homónima.
Como Bill Parker fue reclutado para prestar servicio en el ejército para la Segunda Guerra Mundial, las tareas principales de redacción de las historias de cómics relacionadas con el Capitán Marvel fueron designadas a Otto Binder en 1942. C.C. Beck seguiría siendo el artista principal, él y Binder dirigieron las historias del Capitán Marvel que llevaron ese tono caprichoso que se enfatizaba la comedia y los elementos de fantasía junto con la acción de los superhéroes del momento. Otros artistas asociados con la Familia Marvel en Fawcett serían Pete Costanza, Mac Rayboy, Marc Swayze y Kurt Schaffenberger. Otto Binder escribiría más de 900 de las aproximadamente 1790 historias relacionadas con el Capitán Marvel publicadas por Fawcett. Binder creó varios de los personajes y enemigos de apoyo del Capitán Marvel, entre ellos el Tío Marvel, el tigre parlante Mister Tawky Tawny y los villanos Mister Mind y a Black Adam, entre mediados y finales de la década de 1940.

### La Demanda por infracción de los derechos de autorDCvs.Fawcett
Detective Comics (que para los años cincuenta fue conocida como National Comics Publications, National Periodical Publications, y hoy conocida como DC Comics), demandó a Fawcett Comics y Republic Pictures por infracción de derechos de autor en 1941, alegando que el Capitán Marvel se basaba en su personaje de Superman. Después de siete años de litigio, National Comics Publications se fue contra Fawcett Publications, un juicio comenzado en 1948. A pesar de que el juez decidió que el Capitán Marvel era un plagio, DC resultó ser negligente en los derechos de plagio en varios de sus argumentos sobre la publicación de Superman que se publicaban diariamente en tiras de periódicos, por lo que se decidió que National abandonó sus derechos como autor de Superman. Como resultado, el veredicto inicial emitido en 1951, fue a favor de Fawcett.
National apelaría a esta decisión, y el juez Learned Hand declaró en 1952 que los derechos de autor de National Publications sobre Superman eran válidos. El juez Hand no encontró que el personaje del Capitán Marvel fuese un plagio, sino que ciertas historias específicas o súper hazañas podrían determinar que se considerasen infracciones, y esto tendría que determinarse en un nuevo juicio. Por lo tanto, se envió el asunto de vuelta al tribunal inferior para su fallo final.
Sin embargo, en lugar de volver a intentar reabrir el caso, Fawcett llegó a un acuerdo con National fuera de la corte. La demanda de National no fue el único problema que enfrentó Fawcett con respecto al Capitán Marvel. Si bien el título de Captain Marvel Adventures había sido la serie de cómics más vendida durante la Segunda Guerra Mundial, sufrió un abrupto descenso en las ventas por año después de 1945 y, para 1949, estaba vendiendo solo la mitad de su producción de la que vendió durante la guerra. Fawcett intentó revivir la popularidad de la serie Captain Marvel a principios de la década de 1950 mediante la introducción de elementos relacionados con los cómics de terror que habían venido ganado popularidad en ese momento.
Sintiendo que esta disminución en la popularidad de los cómics de superhéroes significaba que ya no valía la pena continuar en esa lucha, Fawcett acordó interrumpir de forma permanente la publicación de cómics con los personajes relacionados al Capitán Marvel y pagarle a National National $400,000 dólares en daños. Fawcett cerraría su división de cómics en el otoño de 1953 y despidió a su personal de la división de historietas. Otto Binder y Kurt Schaffenberger se marcharían a DC, convirtiéndose en los miembros destacados del equipo creativo en cómics relacionados con Superman desde 1954 hasta la década de 1960. Schaffenberger introdujo un cameo no autorizado del Capitán Marvel en una historia de Lois Lane, en el título Superman's Girl Friend, Lois Lane Volumen uno #42 en 1963..
Mientras sucedía eso, Whiz Comics terminaba la revista en el número 155 en junio de 1953; la revista de Captain Marvel Adventures se cancelaría en el número 150 de noviembre de 1953 y The Marvel Family terminaría en el número 89 publicado en enero de 1954. Hoppy the Marvel Bunny se cedió temporalmente su publicación para ser vendida por Charlton Comics, donde pocas historias de la era Fawcett de esa línea de cómics fueron reimpresos como Hoppy the Magic Bunny, con todas las referencias al "Capitán Marvel y " Shazam!" eliminadas.

### El revival del Capitán Marvel bajo el estandarte deDC:Shazam!
Cuando los cómics de superhéroes volvieron a ser lo suficientemente populares a mediados de la década de 1960, en lo que se conocería como la "Edad de Plata de los Comics", Fawcett ya no pudo revivir al Capitán Marvel, porque para ese momento, había acordado no volver a publicar jamás el personaje como parte del acuerdo firmado en 1953. En busca de nuevas propiedades para presentar en la línea de DC Comics, el editor de DC Carmine Infantino decidió volver a imprimir la propiedad del Captain Marvel, ya que para 1972, DC se le otorgó las licencias para los personajes de Fawcett. Debido a que Marvel Comics ya había establecido al Capitán Marvel como una marca registrada de cómics para su propio personaje, creado y publicado por primera vez en 1967, DC publicó su nuevo título con el nombre de Shazam!. producto de esto, Infantino intentó darle vida al título de Shazam! agregándole el subtítulo de El original Capitán Marvel, pero una carta de cese y desistimiento de Marvel Comics que los obligó a cambiar el subtítulo por el de El Mortal más poderoso del mundo, a partir del número de Shazam! Volumen uno #15 (de diciembre de 1974). Como a todos los juguetes posteriores y otras mercancías que presentaban al personaje también se les requería que usasen el nombre de "Shazam!". Las etiquetas debían por lo general, tener poca o ninguna mención del nombre de "Capitán Marvel", a pesar de que el título se vinculaba tanto al Capitán Marvel, muchas personas se tomaron la idea de que el personaje realmente se llamaba "Shazam" en lugar de "Capitán Marvel".
¡Shazam! como serie de cómics comenzó con la publicación de Shazam! Volumen 1 #1 (de febrero de 1973), contenía historias nuevas así como algunas de las reimpresiones basadas en algunas de las mejores historias de los años cuarenta y cincuenta. Dennis O'Neil fue el principal escritor de la historieta. Su papel fue asumido más tarde por los escritores Elliot S. Maggin y E. Nelson Bridwell. C.C. Beck trabajaría para DC al permitirle regresar con el personaje dibujando los personajes para las historias en los primeros diez números de la revista antes de renunciar debido a diferencias creativas. Bob Oksner y el exalumno de Fawcett, Kurt Schaffenberger, fueron algunos de los artistas posteriores que llegaron al título. Según el acuerdo de DC con Fawcett, DC le pagaría a Fawcett, y después de 1977, a la empresa sucesora, CBS Publishing (empresa que se quedó con algunos activos de "Fawcett"), una tarifa de licencia por edición, página y de cada uno de los personajes de Fawcett que aparecerían, ¡ya sea en Shazam! o en los crossovers en otras series de cómics dentro de la editorial DC.
Con el concepto del Multiverso DC que había entrado en vigencia desde la década de los años sesentasy vigente en el interludio de la edad de plata y la edad de bronce de los cómics, la familia Marvel sería revivida y los personajes relacionados vivieron dentro del Universo DC en un mundo paralelo llamado "Tierra-S". El material exclusivo de Fawcett aún se consideraría canon, puesto que se tomó la idea a considerarse que luego de una interrupción de 20 años sirviese como final para que la Familia Marvel regresase fuese parte de lo que se explicaría en los cómics como parte del tiempo pasado, al dar lugar la idea de que habían permanecido en animación suspendida producto de las maquinaciones del Doctor Sivana. Mientras que la serie comenzó con mucha fanfarria, tal como lo fue en sus primeros años con Fawcett, el título tuvo una recepción mediocre. Los propios creadores tenían dudas. Beck dijo: "Como ilustrador, en los viejos tiempos podía mejorar una buena historia al darle vida con dibujos. Pero no podía dar vida a las nuevas historias de [Capitán Marvel] por mucho que lo intentara."
¡Shazam! fue reescrito en gran medida desde el número 34 (de abril de 1978), y Bridwell le proporcionó a las historias que fueran más realistas, acompañadas con un arte similar; el primer número fue dibujado por Alan Weiss y Joe Rubinstein, y posteriormente con Don Newton, un fanático del personaje, y Schaffenberger. Sin embargo, en el siguiente número que fue el último, y aunque en las características de estas historias se mantuvo viva como una posición de respaldo la versión de Dollar Comics (título antiguo de Fawcett), se reformatearía en historias secundarias y complementarias por la revista World's Finest Comics Volumen uno (desde el # 253, de los meses octubre a noviembre de 1978 hasta el # 282, de agosto de 1982), omitiendo solo el número #271, que presentaba un origen completo de la historia del equipo de Superman y Batman). Schaffenberger dejaría la publicación del personaje después del #259, y el crédito de entintado posteriormente variaría. Cuando World's Finest Comics volvieron a ser un título de 36 páginas estándar, ¡el material de sobra de Shazam! se trasladaría a ser publicado en las páginas de Adventure Comics Volumen uno (#491–492, de septiembre-octubre de 1982). Las 11 ediciones restantes de esa publicación contenían reimpresiones, con Shazam! siendo representado en la mayoría de sus historias de la era Fawcett (excluyendo Adventure Comics Volumen uno #500 y la última en el #503, donde se duplicaron dos características que se utilizaron para completar sus respectivos arcos de historias).
Fuera de su serie y características regulares, los personajes de la familia Marvel también aparecerían como estrellas invitadas en la serie Justice League of America, en particular entre los números 135–137 Volumen uno durante el arco de la historia "Crisis en la Tierra-S" de 1976. La revista Limited Collectors de la edición #C-58 (abril de 1978) ofreció un enfrentamiento de "Superman vs. Shazam!", con una historia contada por el escritor Gerry Conway y los artistas Rich Buckler y Dick Giordano.
El Capitán Marvel, y con frecuencia la Familia Marvel, también co-protagonizarían juntos aventuras con Superman en varios números de DC Comics Presents escritos por Roy Thomas. Roy Thomas, un veterano escritor y editor de cómics, había sido traído de Marvel Comics a DC en 1981 con la obligación específica contractual para convertirse en el principal escritor de Shazam!, y los personajes de la Sociedad de la Justicia de América. Los Marvels también serían estrellas invitadas en varios números del All-Star Squadron, una serie centrada en la JSA y los otros personajes de Tierra-2 escritos por Roy Thomas y su esposa Dann. Como el All-Star Squadron se estableció durante la Segunda Guerra Mundial, varios eventos del cómic coincidieron y se refirieron a eventos de historias originales de Fawcett a principios de los años cuarenta. Con la serie limitada de 1985 Crisis en las Tierras Infinitas, DC integró completamente a sus personajes al Universo DC de forma permanente.

### El Capitán Marvel a finales de la década de 1980
La primera aparición después de la "crisis" del Capitán Marvel fue en la miniserie Legends de 1986. En 1987, el capitán Marvel reapareció como miembro de la Liga de la Justicia en el relanzamiento publicado por Keith Giffen y JM DeMatteis de dicho título. Ese mismo año (derivado de los acontecimientos vistos en Legends), ¡recibió su propia miniserie limitada titulada Shazam!: The New Beginning. Con esta miniserie de cuatro números, los escritores Roy y Dann Thomas junto con el artista Tom Mandrake intentaron relanzar los orígenes del Captain Marvel y traer al mago Shazam, al Doctor Sivana, al tío Dudley y a Black Adam al modernizado universo DC con un origen alterado en su historia.
El cambio más notable que los dos Thomas, Giffen y DeMatteis, introdujeron en el origen del Capitán Marvel fue que la personalidad del joven Billy Batson se conservaría intacta cuando se transformaba en el Capitán. Este cambio se mantendría para la mayoría de los usos futuros del personaje como justificación de su personalidad inocente de la Edad de Oro en el mundo de cómics al mundo más oscuro de hoy en día, en lugar de la representación tradicional utilizada antes de 1986, que tendía mostrar al Capitán Marvel y a Billy como dos personalidades separadas.
Esta versión revisada del Captain Marvel también apareció en un arco de la historia presentado en la antológica historia de corta duración del Action Comics Weekly Volumen uno #623–626 (del 25 de octubre de 1988 al 15 de noviembre de 1988), en la que se publicó una versión neonazi del Capitán Nazi. Al final de ese arco, se anunció que esto llevaría a la posibilidad de una nueva serie mensual de Shazam!; Aunque New Beginning se vendió bien y se asignaron y trabajaron varios artistas para la serie mensual, nunca se publicacó debido a disputas editoriales entre DC Comics y Roy Thomas. Como resultado, la intención de Thomas de revivir a la Familia Marvel como una nueva versión punk de Mary Bromfield/Mary Marvel (a la que también le quiso dar a conocer como "Spike"), y en la que no era hermana de Billy, junto a una versión afrodescendiente de Freddy Freeman/Capitán Marvel Jr., no permitió que saliera a la luz. Thomas se fue de Washington D. C. en 1989, ¡poco después de su salida del proyecto para la serie de Shazam!.
Otros de los intentos por revivir a Shazam! se iniciaron en los próximos siguientes tres años, incluyendo un proyecto de reinicio de John Byrne pretendía publicar, junto con el ilustrador de Legends y el escritor/artista de la miniserie del reinicio de Superman, El hombre de acero (1986). Ninguna de estas versiones se llegó a imprimir, a pesar de que el Capitán Marvel, el Mago Shazam y Black Adam aparecieron en la miniserie de la Guerra de los Dioses de DC en 1991. En ese momento, DC finalmente había cesado el acuerdo de la licencia por el uso de los personajes con CBS Publications y decidió compró por completo los derechos completos del Captain Marvel y los otros personajes de Fawcett Comics.

### The Power of Shazam!
Para 1991, a Jerry Ordway se le encargó dirigir el título de Shazam!, que publicó primero como una novela gráfica dibujada en formato de serie limitada, que posteriormente conllevaría a una serie mensual, en lugar de comenzar la serie de manera tradicional. Ordway se encargó de escribir e ilustrar la novela gráfica, titulada El poder de Shazam!, que fue publicada en 1994. The Power of Shazam! volvería a tomar el control del Capitán Marvel y le dio un origen revisado, que le dio un giro absoluto a lo que se había narrado en la miniserie limitada, Shazam!: The New Beginning, junto a la historia del Action Comics Weekly sobre Shazam! se considerarían ahora apócrifas, siendo ahora consideradas una especie de elseworld, ubicado en el contexto de Tierra-85 del actual Omniverso DC, mientras que las apariciones del Capitán Marvel en Legends y de la Justice League es lo único que todavía cuentan como parte de la continuidad de ese momento.
La historia de Ordway siguió más de cerca los orígenes del Capitán Marvel siguiendo la senda en su etapa con Fawcett Comics, adicionando y cambiando pequeños elementos del origen y la narrativa en la historia. Dicha novela gráfica sería un éxito aclamado por la crítica, lo que suscitó que El Poder de Shazam! se convirtiera de inmediato en una serie mensual, que se extendió entre 1995 a 1999. Esa serie reintrodujo a la Familia Marvel y muchos de sus aliados y enemigos al Universo DC contemporáneo.
Capitán Marvel también aparecería en la serie limitada de Mark Waid y Alex Ross en la aclamada historia elseworld de un universo alternativo, que se publicó en 1996, Kingdom Come. Establecida en una posible línea de tiempo de un futuro alternativo, más exactamente 20 años en el futuro, Kingdom Come presentaría a un Capitán Marvel con un lavado cerebral en el que juega un papel importante en la historia como peón controlado mentalmente por un anciano Lex Luthor. En el año 2000, el Capitán Marvel protagonizó una novela gráfica especial de gran tamaño, Shazam!: El poder de la esperanza, escrito por Paul Dini y dibujado por Alex Ross.

### Principios de mediados de la década del año 2000: laJSAy52
Desde la cancelación de El Poder de Shazam! en 1999, la familia Marvel continuaría apareciendo en series de otros títulos de DC. Black Adam se convirtió en personaje principal en la serie mensual de Geoff Johns y David S. Goyer la JSA, que representarían a las últimas aventuras de primer equipo de superhéroes del mundo, la Sociedad de la Justicia de América, con el Capitán Marvel uniéndose brevemente al equipo para mantener un ojo sobre su antiguo némesis que temporalmente se estaba redimiendo, e intentando servir como héroe para mejorar su imagen ante el público. El Captain Marvel también aparecería en la novela gráfica de Frank Miller, Batman: The Dark Knight Strikes Again, la secuela de la aclamada novela gráfica de Miller, The Dark Knight Returns, que culminaba con su muerte. La miniserie limitada, Superman/Shazam: El primer trueno, escrita por Judd Winick y dibujada por Josh Middleton, y publicada entre septiembre del 2005 a marzo del 2006, muestra la primera reunión posterior a la crisis entre Superman y el Capitán Marvel.
La familia Marvel tendría un papel fundamental en el crossover de la Crisis Infinita de 2005-2006, que comenzó con los esfuerzos de DC para reorganizar la franquicia de Shazam!. En la miniserie Día de la Venganza, que precedió al evento de Crisis infinita, el mago Shazam sería aparentemente asesinado por el Espectro, por lo que el Capitán Marvel asumiría el lugar del mago en la Roca de la Eternidad. La familia Marvel haría algunas apariciones como invitado en la serie maxi semanal 52, que incluía la aparición de Black Adam como uno de sus personajes principales. 52 introdujo la "Familia de los Black Marvel" de Adam, que incluía a la esposa de Adis, Isis, junto a su hermano Osiris, y Sobek, el Hombre cocodrilo. La serie narra los intentos de Adam por continuar reformarse asimismo después de enamorarse de Isis, solo para que esta sea asesinada junto a su hermano Osiris, y lance al Universo DC condenándolo a una Tercera Guerra Mundial. La Familia Marvel aparecería con frecuencia en la maxiserie Justice, publicación bimestral de 12 números de Alex Ross, Jim Krueger y Doug Braithwaite, publicada entre 2005 y 2007.

### Las Pruebas de Shazam!
Las Pruebas de Shazam!, fue una miniserie limitada de 12 números escrita por Judd Winick e ilustrada por Howard Porter para los primeros ocho números, y por Mauro Cascioli para los cuatro restantes, fue publicada entre 2006 y 2008. ¡La serie redefinió a Shazam! como propiedad hacia un enfoque con mayor influencia hacia la magia y el misticismo. Las Pruebas de Shazam! contó con el Capitán Marvel, ahora con un traje blanco y largo cabello blanco, asumiendo el papel del mago Shazam! bajo el nombre de Marvel, mientras que el ex-Capitán Marvel Jr., Freddy Freeman, que intenta demostrar que es digno de convertirse en el nuevo campeón Marvel bajo el nombre Shazam!.

### Countdown to Final Crisis/Crisis Final
En las páginas de la serie limitada de 2007-2008 Countdown to Final Crisis, Black Adam le da a la impotente Mary Batson parte de sus poderes, convirtiéndola en una figura super agresiva y oscura, haciéndola menos destacada que la vieja Mary Marvel, antes de que esta sea tentada por Darkseid. Al final de la serie, así como en la serie limitada de 2008–2009 Crisis Final de DC Comics, Mary Marvel, vestida de negro, y siendo poseída por el malvado Nuevo Dios DeSaad, termina convirtiéndose en villana, uniendo fuerzas con Darkseid y luchando contra Supergirl y contra Freddy Freeman/Shazam!.

### Sociedad de la Justicia de AméricaVolumen Tres
En un arco de tres números de la Sociedad de la Justicia de América Volumen tres, donde se notaron los cambios al deshacerse de muchas de las Pruebas de Shazam! Entre los números #23 al #25 de la Sociedad de la Justicia de América presentaban a Black Adam y a Isis siendo resucitada y derrotando a Marvel, así como conquistando la Roca de la Eternidad. Adam e Isis reclutarían a la ahora malvada Mary Marvel para ayudarlos su lucha contra Billy Batson y la Sociedad de la Justicia de América, en el que ahora se encontraba sin poderes Billy batson luego de que el Mago reviviese y le quitase sus dones.

### La noche más oscurayJustice League: Cry for Justice
Tanto Billy como Mary Batson hicieron una breve aparición durante la saga La noche más oscura de (2009–2010), en un especial de un número, El poder de Shazam! Volumen 1 #48. En 2011, DC publicaría un One-Shot de Shazam!. En esta historia, escrita por Eric Wallace, en la que se muestra tanto a Billy como Mary, aún sin poderes, ayudando a Freddy/Shazam! en una batalla con la demonio Blaze. Freddy finalmente haría que Osiris robara sus poderes en Titans Volumen dos #32 ese mismo año. Asimismo, Freddy protagonizaría parte del crossover Liga de la Justicia: Grito por Justicia en la que se desencadenó los hechos de la destrucción de Star City, y por el que continuaría sus apariciones en los cómics de la Liga de la Justicia de América Volumen dos.

### Los Nuevos 52/DC: Renacimiento
En 2011, DC Comics relanzó su línea completa de cómics, creando la línea de cómics llamada Los Nuevos 52. La renovación comenzó con una miniserie de siete números, Flashpoint, presentando una alteración en la línea de tiempo en la que Billy Batson, Mary Batson y Freddy Freeman se unen a otros tres nuevos niños, Eugene Choi, Pedro Peña y Darla Dudley, al formar la Familia "S!-H!-A!-Z!-A!-M!". En este concepto, estos seis niños decían la palabra "Shazam!" al unísono para convertirse en una versión alternativa del Captain Marvel llamada Captain Thunder. Si bien la continuidad se vería alterada nuevamente tras la conclusión de la historia, creando el multiverso "Los Nuevos 52", estos tres nuevos personajes infantiles de Shazam!, serían reintroducidos para posteriores apariciones.
Una de estas series relanzadas, la Liga de la Justicia, comenzaría una historia secundaria suplementaria en su serie contando los orígenes revisados de Shazam!, cuya historia de respaldo comenzó desde el número 7 publicado en marzo de 2012. La historia, escrita por Geoff Johns y dibujada por Gary Frank, presentaría a Billy Batson y a su elenco de reparto en el nuevo Universo DC con un nuevo origen. Como parte de este rediseño, el Capitán Marvel recibió un nuevo traje diseñado por Frank con una larga capa y capucha, e inspirado en el diseño del vestuario del videojuego Injusticia: Dioses entre nosotros. Johns notó que el lugar del personaje en el mundo estaría "mucho más arraigado en la fantasía y la magia como nunca antes". El personaje también fue renombrado oficialmente como "Shazam" a partir de ese momento. La historia de origen de Shazam!, en el que se incluyó dos números completos especiales dedicados al personaje, entre los cuales, se destaca el Justice League #0 del (2012) y el #21 del (2013), donde se volvió a presentar a Billy Batson/Shazam!, el mago, a Black Adam, Tanky Tawny el tigre y a la reformada familia Shazam! (Freddy, Mary, Darla, Eugene, y Pedro) a la continuidad. La historia de Shazam! concluyó con Justice League #21, siendo una precuela y un precedente a los acontecimientos de DC del crossover "Trinity War", que presenta en gran medida la mitología de orígenes de Shazam!.
Con el reinicio dado por Johns y Frank fue recibido con buenos elogios y críticas, y el cambio del nombre a Shazam provocó reacciones encontradas. Johns notó que el cambio se hizo "porque eso es lo que todos piensan que el nombre es de todos modos" debido a la incapacidad de usar el apodo de "Capitán Marvel" en las portadas de cómics y en las mercancía. Al actualizar al personaje de Shazam!, Johns y Frank evitaron la controversia entre los fanáticos que ha existido por mucho tiempo al presentar a Billy Batson como un niño cínico criado que llega a apreciar su potencial como héroe y el concepto de la familia, en lugar de comenzar desde ese momento. como con anteriores historias revisadas del origen.
Después de sus apariciones en las historias crossover de "Trinity War" y "Forever Evil", Shazam apareció como miembro de la Liga de la Justicia a partir de las páginas de su serie de la Justice League Volumen dos entre el #30 al #50 entre 2014 hasta el 2016, así también como en el spin-off titulado Justice League: The Darkseid War, con la portada de Shazam (del mes de enero de 2016). También aparecería como personaje secundario en la serie de cómics de Cyborg como amigo de Victor Stone/Cyborg. Además, una versión cinco años en el futuro de la continuidad oficial, donde Shazam! apareció sustituyendo a Superman con un traje basado en el hombre de acero en el arco de la maxiserie limitada y evento crossover, The New 52: Future's End, en el que aparecía enmascarado. Las nuevas versiones de las versiones clásicas de los personajes de Fawcett del Capitán Marvel y la Familia Marvel aparecieron en la miniserie de Grant Morrison en 2014, The Multiversity (que se desarrollaba en el mundo paralelo de Tierra-5) en la historia "Aventuras de Thunderworld: El Capitán Marvel y el día que nunca existió!", donde se hacía mención acerca de un arco con el Doctor Sivana logrando robarle el rayo al Gran Queso Rojo y alterar un día que se repetía cada 24 horas, así como tie-in spin-off de 2015 del evento crossover Convergencia: Convergencia: Shazam! (que tendría lugar en el mundo paralelo de Tierra-S pre-crisis).

#### DC: Renacimientoy más allá
Después del evento de relanzamiento suave denominado DC: Renacimiento de 2016, los personajes de Shazam! estuvieron prácticamente ausentes en esta etapa de la nueva continuidad de DC, aunque Mary Marvel de Tierra-5 apareció en las páginas de Superman Volumen cuatro #14–16 (de 2016), y con el regreso de Black Adam en Dark Nights: Metal #4–5 (de 2017), para luchar contra la Mujer Maravilla, al ser aliado de un equipo de villanos liderados por Ra's al Ghul y la Corte de los Búhos. DC Comics y Geoff Johns habían anunciado que este escribiría una nueva serie dedicada a Shazam que sería mensual, y con esta serie que sería ilustrada por Dale Eaglesham. La serie cuenta con un Billy Batson de 15-16 años siendo más maduro y serio junto a sus hermanos adoptivos Mary, Freddy, Eugene, Pedro y Darla, explorando sus poderes cuando se acercan a explorar la Roca de la Eternidad, allí encuentran una serie de portales sellados que conducen a los denominados los Siete Reinos Mágicos, mientras que el Doctor Sivana se une a Mister Mind para formar la Monstruosa Sociedad del Mal. En el primer número, con una historia de respaldo centrada en Mary y su conejo mascota Hoppy (una reintroducción del Conejito de lla era Fawcett a la nueva continuidad, y que ya había tenido una aparición previa en la época pre-crisis en los cómics del Capitán Zanahoria y la Zoo Crew y en la etapa post-crisis en las páginas de El Poder de Shazam!), escrito por Johns, que fue publicado el 5 de diciembre de 2018.

## Biografía metaficcional del personaje

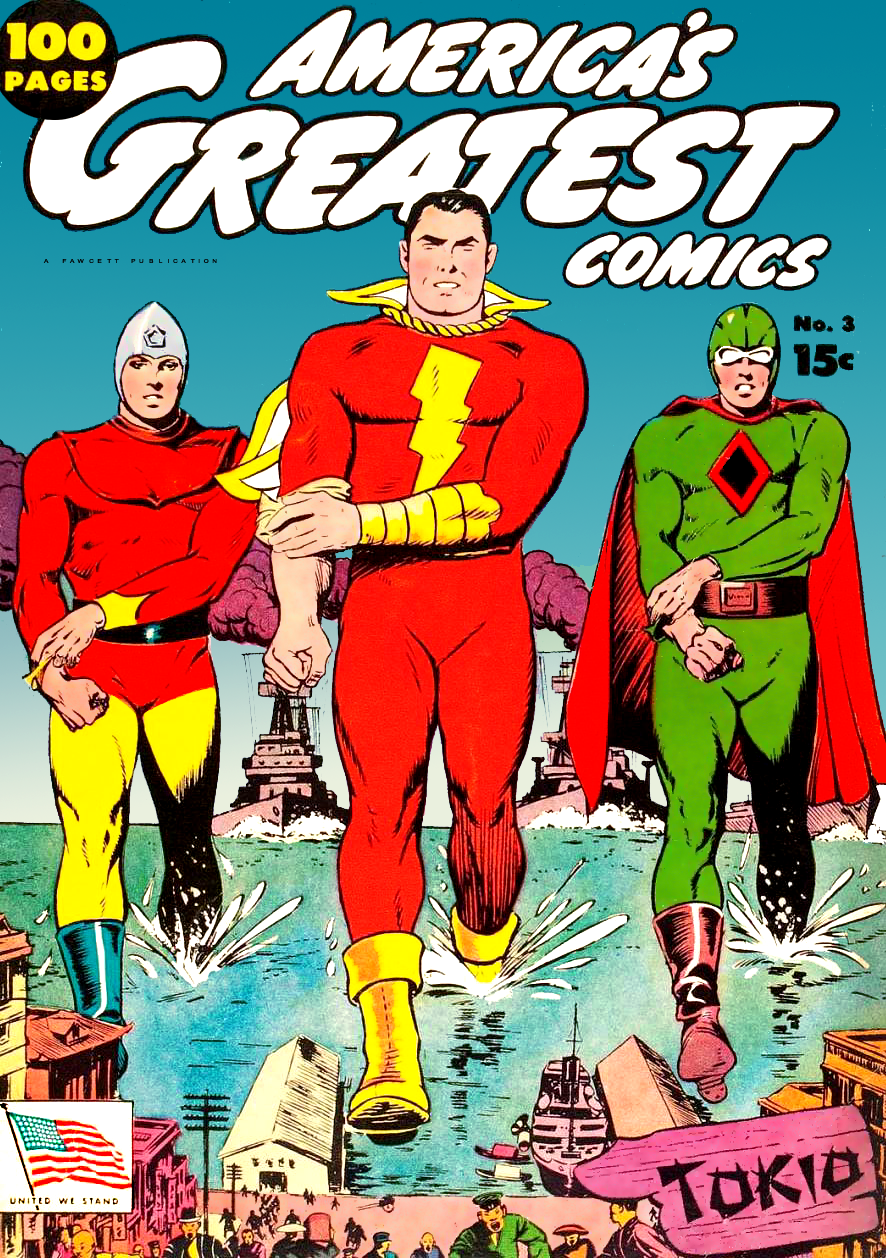
Portada de la revista America's Greatest Comics de la editorial Fawcett Comics, en la que Shazam! (Capitán Marvel como era originalmente nombrado por Fawcett), posa con otros héroes como Spy Smasher o Bullet-Man, personajes con los que solía pertenecer a un equipo de superhéroes conocido como El escuadrón de la Justicia, un análogo muy temprano para el equipo de DC Comics conocidos como La Sociedad de la Justicia de América.

### La edad de oro y edad de plata de los cómics: Orígenes en la EraFawcetty Orígenes en la EraDC(Pre-Crisis)
William Joseph "Billy" Batson, es un vendedor de periódicos de 12 (más tarde 14) años sin hogar, que duerme en la estación de metro de su ciudad natal (originalmente Nueva York), más tarde referido en publicaciones de DC como Fawcett City). Un hombre misterioso con una capa verde le pide a Billy que lo siga hasta la estación de metro. Un vagón de metro mágico pintado en formas y colores inusuales los acompaña a una sala subterránea del trono, habitada por un hombre muy anciano con una larga barba y túnica blanca. A medida que el hombre de verde desaparece, el anciano en el trono le explica a Billy que él es el Mago Shazam, y que ha usado los poderes de "los dioses" - Salomón, Hércules, Atlas, Zeus, Aquiles y Mercurio, de ahí el nombre "Shazam", para combatir el mal durante más de 3.000 años. Sin embargo, ahora ha envejecido demasiado para continuar y necesita un sucesor. El mago explica que Billy fue elegido debido a su desgracia: había sido expulsado por un tío codicioso que le robó su herencia después de la muerte de sus padres (las posteriores recuentos del origen también señalarían que Billy fue elegido por ser "puro de corazón").
El mago Shazam declara al nuevo héroe "Capitán Marvel" y le ordena que continúe con su trabajo, mientras un bloque de piedra suspendido sobre su trono cae sobre él y lo mata como profetizó. El mago regresaría, en posteriores recuentos de la historia del origen, inmediatamente, como un espíritu para servir como mentor de Billy y el Capitán Marvel, convocados encendiendo una antorcha en la pared de su guarida. Como espíritu, el Mago Shazam vive en la Roca de la Eternidad, una formación de roca en forma de bicono situada en el nexo del tiempo y el espacio. Recuentos posteriores del origen del Capitán Marvel colocan la guarida subterránea de Shazam dentro de la Roca. Decir la palabra "Shazam" le permite a Billy convocar el rayo mágico y convertirse en el Capitán Marvel, mientras que el Capitán Marvel puede decir la palabra mágica para convertirse nuevamente en Billy.
La primera batalla del Capitán Marvel fue con el científico loco Doctor Sivana, quien se convierte en el archienemigo del Capitán Marvel. Billy Batson se convierte en reportero y anfitrión de Radio WHIZ, y su carrera le permite viajar e investigar actividades delictivas. Una hija adulta de Sivana, Beautia, se convierte en un interés amoroso involuntario para el tímido Capitán Marvel, a pesar de su vacilante lealtad a su malvado padre.
Mientras que la mayoría de las aventuras de Billy lo presentan como un héroe en solitario, también luchó contra el mal de forma regular acompañado por varios otros niños que comparten sus poderes para formar un equipo de superhéroes llamado la Familia Marvel (más tarde conocida como la Familia Shazam debido a los problemas que DC Comics enfrentó por las marcas comerciales "Marvel" y "Capitán Marvel"). Los primeros miembros de la familia, presentados en Whiz Comics # 21 (septiembre de 1941) y utilizados poco después, fueron los Tenientes Marvels: otros tres chicos de varias partes de los Estados Unidos que también se llaman "Billy Batson" y descubren que si todos dicen "¡Shazam!" al unísono, también pueden convertirse en superhéroes adultos.
En Whiz Comics # 25 (diciembre de 1941), el Capitán Marvel salva a Freddy Freeman, un chico que el malvado Capitán Nazi había dejado muerto, y hace por Freddy lo que el mago hizo por él. Diciendo el nombre "Capitán Marvel", Freddy puede convertirse en el superpoderoso Capitán Marvel, Jr. A diferencia de Billy, Freddy conserva su apariencia de 14 años como superhéroe. En Captain Marvel Adventures # 18 (diciembre de 1942) presentó a Billy y Freddy a Mary Bromfield, una chica rica que resulta ser la hermana gemela perdida de Billy. Al decir la palabra mágica "Shazam", Mary Bromfield se convierte en Mary Marvel. En las historias de Fawcett y DC antes de 1986, Mary seguía siendo una adolescente al igual que Freddy; El poder de Shazam! de los años 90s de Ordway La serie la hizo superpotente de un adulto como el de Billy. La Familia Marvel también incluía miembros honorarios sin poder como Tío Marvel, un viejo estafador que pretendía ser el tío de Mary, y Freckles Marvel, una prima honorífica.

### Propiedad absoluta deDC Comics: Orígenes revisados en la etapa post-crisis conDC Comics
Los elementos básicos de la historia del origen de Billy Batson y el Capitán Marvel se mantuvieron más o menos intactos hasta 2012, con pequeñas alteraciones a lo largo de los años. Roy & Dann Thomas, miniserie 1987 de Shazam! El Nuevo Comienzo tuvo un Billy de 15 años que se vio obligado a mudarse con el Doctor Sivana, quien en esta versión es el tío cruel que arroja a Billy a la calle. El poder de Shazam en 1994 de Jerry Ordway! La novela gráfica, que se convirtió en el origen definitivo del personaje hasta 2011, presentó a Billy, de diez años de edad, al ser elegido campeón del Mago Shazam, debido a la influencia de sus padres arqueólogos; el misterioso desconocido del vagón de metro mágico es el fantasma del padre de Billy en esta versión. Tanto las narraciones de Thomas como de Ordway sobre el origen vinculan directamente la necesidad de que el Mago Shazam diseñe un reemplazo más joven para la reaparición de Black Adam, el primer campeón de los días del antiguo Egipto que se convirtió en malvado y se debió a escapar de miles de años de destierro.
El origen de Ordway agregó el elemento adicional de que el alter ego / descendiente de Black Adam, Theo Adam, es el asesino de los padres de Billy. El poder subsiguiente de Shazam! La serie en curso presenta a Billy, ahora de 14 años, que se encuentra con su hermana Mary y su mejor amigo Freddy Freeman y estableció la Familia Marvel como en los cómics de Fawcett. La base de operaciones de Marvels en Fawcett City está representada como una ciudad llena de tradiciones y arquitectura pasadas de moda, que luego establecieron que el Mago Shazam colocó un hechizo en la ciudad (que se rompió en números posteriores) que ralentizó el tiempo de arrastre 1955. Este fenómeno se usó para explicar los enfoques a veces anacrónicos de la Familia Marvel sobre la vida y el heroísmo en comparación con muchos de sus héroes contemporáneos en el Universo DC.

#### Orígenes en la etapa deLos Nuevos 52/DC: Renacimiento
En 2012, el escritor y entonces director creativo de DC Geoff Johns revisó el origen de Billy Batson para el universo New 52 de DC, y también cambió el nombre del alter ego del personaje como "Shazam" en este momento. En su nueva historia de origen, Billy Batson es un niño adoptivo de 15 años de edad, de mal humor y con problemas, que vive en Filadelfia y que ha pasado por varios hogares de acogida. En su nuevo hogar de crianza bajo Victor y Rosa Vázquez, Billy gana cinco hermanos de crianza: "madre del den" Mary Bromfield, tramposa y billetera Freddy Freeman, el tímido y tranquilo Pedro Peña, Eugene Choi y la energética Darla Dudley. Cuando el malvado Dr. Sivana desata al antiguo guerrero mágico Black Adam de su tumba, El Mago de la Roca de la Eternidad, el último de un consejo de seres que una vez controló la magia, comienza a secuestrar candidatos para evaluarlos para el puesto de campeón. Él despide a cada uno de ellos por no ser puro de corazón.
Finalmente, el Mago convoca a Billy, que es otro candidato inadecuado, pero Billy convence al Mago de que las personas perfectamente buenas "realmente no existen", y que, mientras él mismo trató de ser bueno, el mundo arrastró a Billy a su nivel. En su desesperación y viendo las "ascuas del bien" dentro de Billy, el Mago moribundo transmite sus poderes y le enseña a Billy que se puede acceder a ellos a través de la palabra mágica "Shazam" cuando se hablan con buenas intenciones. Después de decir la palabra mágica, a Billy lo golpea un rayo que lo transforma en Shazam, un adulto súper poderoso que posee súper fuerza, vuelo y vastos poderes mágicos. El Mago muere y Shazam es transportado de regreso a la Tierra, donde Billy revela su nuevo secreto a Freddy. Los dos planes para ganar dinero y ganar cerveza con los nuevos poderes de Shazam, pero Shazam, en cambio, es conducido a escenas de crímenes donde se le necesita como héroe. Shazam y Freddy se pelean cuando Shazam se niega a volver a convertirse en Billy, y tan pronto como Freddy regresa a casa, Shazam es atacado por Black Adam. Billy solo se salva al reparar sus relaciones con Freddy, Mary, Eugene, Pedro y Darla. Cuando Adam ataca de nuevo, desatando a los Siete Pecados Mortales en el centro de Filadelfia y amenazando con matar a los otros niños, Billy comparte sus poderes con ellos, quienes se convierten en superhéroes adultos con poderes mágicos (excepto por Darla, que sigue siendo una niña). En última instancia, Billy incita a Adam a decir la palabra mágica y transformarse en su forma humana, momento en el que se convierte rápidamente en polvo. Aunque había pensado en huir, Billy decide quedarse con su nueva familia, habiendo aprendido a ser una persona mejor y más abierta.
Comenzando la historia de la "Guerra de la Trinidad", Billy vuela a la nación natal de Black Adam, Kahndaq, para enterrar los restos de Adam. La entrada de Shazam en el país es interpretada por los lugareños como la entrada ilegal de Estados Unidos en su territorio. Esto lleva a enfrentamientos tanto con la Liga de la Justicia independiente como con la Liga de la Justicia de los Estados Unidos (JLA), patrocinada por los EE. UU., Y una serie de eventos que ven la apertura de la Caja de Pandora, un portal a la Tierra-3 que trae a la Liga de la Justicia. Análogos del Sindicato del Crimen de Tierra-0. Tras la exitosa derrota de Sindicato del Crimen, Shazam es incluido en la Liga. Aunque aún es un recién llegado a la liga, Billy tiene varias aventuras nuevas mientras se encuentra bajo la tutoría de Cyborg, quien se convierte en uno de sus mejores amigos.

### DC: Renacimiento: Nueva serie mensual (2019-presente)
Después de haya vivido un año en la casa de los Vazquez, Billy y sus hermanos adoptivos se aventuraron hacia la Roca de la Eternidad, donde luego de que se han divertido luchando contra el crimen en Filadelfia como La Familia Shazam!, deciden explorar la Roca de la Eternidad, para averiguar más sobre sus nuevos poderes, en esa indagación Eugene encuentra un área anteriormente sellada que se encuentra en la Roca: una estación de tren abandonada que conduce a los siete reinos de un mundo inexplorado conocido como las Tierras Mágicas.

## Otras versiones
Shazam ha tenido diferentes versiones alternativas. Sólo un gran número significativo de sus representaciones "alternativas" más significativas han aparecido en publicaciones de DC desde su incorporación a la editorial desde década de 1970, entre los cuales se destacan los siguientes:

### Primer Captain Thunder (1974)
En las páginas de Superman Volumen uno #276 (de junio de 1974), Superman se encontraría en desacuerdo con personaje llamado el "Captain Thunder", un superhéroe que había sido desplazado de otras Tierras una y otra vez. Trueno habría sido engañado mágicamente por sus archienemigos de la Liga de Monstruosa del Mal para cometer el mal él mismo, lo que le llevó a luchar contra Superman. Este Capitán Trueno, cuyo nombre se deriva del apodo original del Capitán Marvel, era un pastiché poco revelador del Marvel de Fawcett: Primero, su disfraz similar, además de que su joven alter ego era llamado "Willie Fawcett" (una referencia al editor de las historias originales del Captain Marvel, Fawcett Comics), y su respectiva palabra mágica ("Trueno!"), que era el acrónimo para siete entidades y sus respectivas atribuciones. Obtuvo sus poderes al frotar una hebilla de su cinturón mágico con un símbolo de un trueno, luego de decir la palabra "Trueno". Sus poderes venían de Tornado (poder), Hare (velocidad), Uncas (valentía), Naturaleza (sabiduría), Diamante (dureza), Eagle (vuelo) y Ram (tenacidad). Superman lo sostuvo mientras usaba su sabiduría para escapar de los efectos del hechizo.
En el momento en que se publicó Superman Volumen uno #276, DC se había estado publicando el cómic de Shazam! durante dos años, pero había mantenido ese universo separado respecto a sus otras publicaciones. El verdadero Capitán Marvel finalmente se encontraría con Superman en las páginas de la Justice League of America Volumen uno #137, dos años más tarde (¡aunque se reuniría con Lex Luthor en Shazam! Volumen uno #15, (de noviembre a diciembre de 1974).

### Segundo Captain Thunder (1982)
En 1983, Roy Thomas, Don Newton y Jerry Ordway presentaron una propuesta para un Capitán Marvel actualizado para DC. Esta versión del personaje, para ser un habitante del universo principal de Tierra-Uno del Universo DC, en lugar del universo de Tierra-S basado en la editorial Fawcett, se habría presentado una versión afrodescendiente de Billy Batson llamada "Willie Fawcett" (como en la historia de 1974), quien pronunciaba la palabra mágica "¡Shazam!" para convertirse en el Capitán Trueno, el Mortal más poderoso de Tierra-Uno. Esta versión alternativa del personaje nunca fue utilizada.

### Cuando Stan Lee reimagina a Shazam: Just Imagine...(2001)
Stan Lee volvió reimaginó la premisa original del personaje de Shazam! al hacer que el héroe fuese un agente de la Interpol con modales moderados, Robert Rogers. Junto con la hermosa y mucho más dura, su compañera Carla Noral, las dos se encontrarían en la India en busca del criminal megalómano, llamado Gunga Kahn. Esta versión es creada conjuntamente con Gary Frank y se basa libremente en el personaje de Bill Parker y CC Beck.
En una historia de respaldo dibujada por Michael Uslan, y escrita entre Stan Lee y Uslan, y dibujada también junto con Kano, en donde un niño estadounidense huérfano que vivía en la India es al mismo tiempo el que vivía las aventuras de Shazam en donde salvan heroicamente a una aldea de la inanición con la ayuda de un niño local llamado Zubin Navotny. El nombre del niño es Billy Marvel, él junto con Zubin son nombrados capitanes honorarios dentro del Cuerpo de Paz de los Estados Unidos por un embajador llamado Batson, que hace al niño sea llamado el "Capitán Marvel".

### Captain Thunder (2011):Flashpoint
La miniserie de cómics Flashpoint de 2011, escrita por Geoff Johns junto con el arte de Andy Kubert, presentó una línea de tiempo alternativa creada accidentalmente por Flash, que posteriormente ayudaría a los héroes de esta línea de tiempo a restaurar la historia. Uno de esos héroes es el Capitán Trueno, una versión alternativa del Capitán Marvel que tiene seis alter ego, en lugar de uno, y una cara llena de cicatrices como resultado de una pelea con la Mujer Maravilla, que en esta línea de tiempo es una cruel reina y villana que busca el dominio de las Tierras de Atlantis.
Los seis niños, conocidos colectivamente como "SHAZAM!", poseen cada uno de los seis atributos del poder de Shazam!, y deben decir la palabra mágica juntos para que puedan convertirse en el Capitán Trueno. Ellos son: Eugene Choi, que posee la sabiduría de Salomón; Pedro Peña, que posee la fuerza de Hércules; Mary Batson, Freddy Freeman y Billy Batson, quienes poseen la resistencia de Atlas, el poder de Zeus y el coraje de Aquiles, respectivamente; y Darla Dudley, que posee la velocidad de Mercurio. El tigre mascota de Pedro, Tawny, también se transforma en una versión más poderosa de sí mismo a través del rayo mágico.
Más tarde, los seis niños se transformarían en el Capitán Trueno para ayudar a Flash y sus aliados a detener la guerra entre el ejército atlante de Aquaman y las fuerzas amazónicas de la Mujer Maravilla. El Capitán Trueno lucharía brevemente contra la Mujer Maravilla sorteando antes que fuese transformado nuevamente en los seis hijos por la cómplice de la Hechicera de Flash, quien se revela como un traidor. Antes de que los niños puedan volverse a transformar en el Capitán Trueno, Billy es apuñalado por la amazona Penthesileia y es asesinado.
Después de la conclusión de la miniserie, ¡los tres nuevos niños de la línea de tiempo de Flashpoint, Eugene, Pedro y Darla, se incorporarian al Universo DC en la miniserie de Shazam!, la historia secundaria de respaldo publicado en las páginas de la Liga de la Justicia, que aparecería como los hermanos adoptivos de Billy, Mary y Freddy.

### Elseworld's Finest
En el universo alternativo de la historia de la línea "Elseworlds" titulado, Elseworld's Finest: Supergirl y Batgirl de (1998), la versión del Capitán Marvel es representado como un hombre afroamericano calvo; en un flashback en referencia a la antigua Sociedad de la Justicia de América, aparece como normalmente es el Capitán Marvel, llevando a la conclusión de que había dos Capitán Marvel.

### The Dark Knight Strikes Again
En el oscuro y alternativo futuro que se muestra en The Dark Knight Strikes Again, el Capitán Marvel está visiblemente envejecido, con caballo blanco y usa gafas. Lex Luthor, que ha capturado a Mary Marvel, le obliga a trabajar para él al amenazar con matar a su hermana. Durante un ataque alienígena a Metrópolis, Mary Marvel está atrapada debajo de un edificio colapsado sin salida, y admite que Billy Batson aquí, claramente definido como una persona separada de Marvel, en lugar de que este simplemente se pueda transformar en él, murió hace ocho años por problemas de salud no especificados. Como resultado, la próxima vez que pronuncie su palabra, dejará de existir, como cualquier sueño que ya no tenga quien lo recuerde. Sus últimas palabras a la Mujer Maravilla es que se pueda darles a todos lo mejor, notando que era agradable existir, antes de que ante él caiya el rayo y se desvanezca.

### Elseworld:Elseworlds Superman: Distant Fires
En el universo alternativo de la historia de la línea "Elseworlds", un oscuro futuro alternativo publicado bajo el título de Elseworlds Superman: Distant Fires de (1998), donde la mayor parte de la humanidad ha sido destruida por una devastadora guerra nuclear, un adulto Billy Batson se obsesiona con la Mujer Maravilla cuando forman parte de una pequeña comunidad de sobrevivientes del holocausto, con la mayoría de los metahumanos sobrevivientes perdiendo sus poderes o tratando con un nuevo tipo de habilidades que han sido alteradas. Cuando el ahora impotente Clark Kent se une a su comunidad, inicia una relación con Wonder Woman llevando a tener un hijo juntos, causándole un resentimiento a Batson hacia Superman que termina por convertirse en una locura, provocando su transformación en el Capitán Marvel a pesar del uso que este poder provoca daños a lo que queda de la Tierra.

### Kingdom ComedeMark WaidyAlex Ross
La miniserie Kingdom Come de 1996, escrito por Mark Waid y dibujado por Alex Ross, representa a un posible futuro para los personajes de DC. En esta versión, Billy Batson es un adulto que ahora coincide con la apariencia en su identidad secreta como superhéroe. La hostilidad humana hacia los superhéroes lo ha inquietado tanto que no se ha vuelto transformar en el Capitán Marvel durante varios años. Batson se ha convertido en sirviente de Lex Luthor, a quien utiliza para la cría de gusanos de Mister Mind para desarrollar la capacidad del control mental para poder mantenerlo bajo control y someterlo a su voluntad. Sin embargo, el potencial de Batson como un ser lo suficientemente poderoso como para rivalizar con Superman hace que muchos otros reaccionen con miedo e incomodidad cuando se mezcla con ellos, creyendo que es un Capitán Marvel sin disfraz que sirve a los maquiavélicos planes de Luthor.
Los eventos finalmente hacen que se transforme en el Capitán Marvel, y logrando que despierte una superfuerza inimaginable que podría destruir el mundo. Cuando las autoridades intentan detenerlo en medio de su locura le lanzan una bomba nuclear, el Capitán Marvel, incitado por Superman por tratar de decirle que debido a sus vínculos con la humanidad y la comunidad metahumana, es el único capaz para elegir a quién salvar: Entonces intercepta la bomba. y convoca su rayo para que la detone mientras aún está en el aire, sacrificándose para salvar a la mayor cantidad de vidas posible, tanto humanas como metahumanas. La explosión nuclear aun así mata a un gran número de héroes, pero enfría las actitudes guerreras de los supervivientes. Superman usaría la capa de Marvel como el símbolo para un nuevo orden mundial en el que los humanos y los metahumanos ahora vivirán en armonía.

### Tierra-5 (Post-Crisis)
En 52 #52 del 2 de mayo de 2007), cuando revela la existencia de un nuevo Multiverso, originalmente estaba compuesto por 52 realidades idénticas, una de las cuales se denominaría Tierra-5. Como resultado de los aspectos que condujeron a que Mister Mind mutara al transformarse en una criatura seudo-polilla le dieron la capacidad para "comer" cada realidad, Mister Mind, adopta entonces en el momento de intentar tragarse Tierra-5 se ve afectado este, así comoaltera la realidad e esta Tierra-5, dándoles aspectos visuales similares a la versión anterior de los personajes de Fawcett previos a la Crisis basados en Tierra-S, incluyendo contrapartes a los personajes de la Familia Marvel.
Finalmente, esta versión de Tierra-5 del Capitán Marvel y Billy Batson aparecerían ayudando a Superman, en los eventos cruciales del crossover Crisis final, en la miniserie tie-in Crisis Final: Superman Beyond. La miniserie estableció que estas versiones del Capitán Marvel y Billy son dos seres separados, ya que Billy es un reportero de WHIZ Media, una emisora de internet en lugar de ser la tradicional emisora de radio. El Capitán Marvel de esta Tierra-5 reaparecería para el arco final de Crisis Final #7, junto con un ejército de superhombres de todo el Multiverso para evitar su destrucción provocada por Darkseid con el virus Morticocus y la Ecuación Anti-Vida. Tras el reinicio del Multiverso DC con Los Nuevos 52, Tierra-5 sigue siendo un escenario inspirado en la editorial Fawcett Comics, donde la Familia Marvel completa reaparecen en la historia central del cómic El Multiverso: "Aventuras de Thunderworld: El Capitán Marvel y el día que nunca existió!", #1 (de febrero de 2015), con una versión modernizada de las historias clásicas de Fawcett del Captain Marvel siendo escrito por el escritor Grant Morrison y el artista Cameron Stewart.

### Liga de la Justicia: Generación Perdida
Mientras transcurrían los eventos de Brightest Day, se desarrolló al mismo tiempo como miniserie derivada los acontecimientos que marcaron el regreso a la vida por parte de Maxwell Lord, allí, hay a presentación de una versión femenina del Capitán Marvel como miembro de una Liga de la Justicia proveniente de una versión de un futuro alternativo para la Liga de la Justicia, vista en el cómic, Liga de la Justicia: Generación Perdida. Poco se sabe sobre ella, aparte de que el hecho de que su nombre civil es Sahar Shazeen, y se le muestra empuñando un par de espadas durante una batalla. Ella y sus compañeros de equipo son asesinados en última instancia por un ejército de Omni Mind And Community (OMACs) de Maxwell Lord quien recientemente había reactivado.

### Shazam!: La Monstruosa Sociedad del Mal
Esta miniserie fuera de la continuidad del Capitán Marvel, denominada, Shazam!: La Monstruosa Sociedad del Mal, escrita e ilustrada por el célebre creador de la historieta Bone de Jeff Smith, fue publicada en cuatro números de 48 páginas entre febrero y julio de 2007. Smith cuando escribió la miniserie sobre Shazam! un proyecto que llevaba preparando desde 2003, nos deleita con una versión más tradicional del personaje, actualizado y reinventando el origen del Capitán Marvel. La historia de Smith presenta a un joven Billy Batson y al Capitán Marvel como personalidades separadas, como lo fueron en historias anteriores a 1985, y presenta a una Mary Marvel precoz de la edad de una niña pequeña de 5-7 años como compañera del Capitán Marvel, en lugar de las versiones tradicionales adulta o adolescente. El Doctor Sivana es mostrado como el fiscal general de los Estados Unidos, y Mister Mind se parece más a una serpiente que a una oruga.

### Billy Batson y la magia de Shazam!
Una historiera sobre el Capitán Marvel escrito para todas las edades, llamado Billy Batson y la Magia de Shazam!, debutó en julio del 2008 bajo sello infantil de DC, Johnny DC, y se publicó mensualmente hasta diciembre de 2010. Siguiendo el liderazgo y la continuidad de la miniserie de Smith, Shazam!: The Monster Society of Evil, fue escrita y dibujada inicialmente por Mike Kunkel, del mismo creador de Herobear. Art Baltazar y Franco Aureliani, de la serie del mismo sello Johnny DC, Tiny Titans, se hicieron cargo como escritores en el número 5, con Byron Vaughns como artista principal hasta el número 13, cuando Mike Norton asumió su lugar durante el resto de la serie. La versión de Kunkel volvería al concepto moderno en el que el capitán Marvel retendría la personalidad de Billy, y también presentaría nuevas versiones de Black Adam (cuyo alter ego, Theo Adam, es un niño como Billy Batson en esta versión), además, presentó a otros villanos como King Kull, The Arson Fiend, y héroes como Freddy Freeman/Capitán Marvel Jr.

### Los Nuevos 52: Tierra 3:Mazahsel Shazam! malvado delSindicato del Crimen
Mazahs es una versión corrupta de Tierra 3 de Shazam!, en el que se le presentó en los eventos de 2013-2014 Forever Evil de DC Comics. Él es el alter ego de Alexander Luthor deTierra-3. En esta historia, el Sindicato del Crimen (los análogos de Tierra-3 de la Liga de la Justicia pero en su imagen como villanos) se llevaron a Alexander Luthor, como su prisionero, a a Tierra Primaria donde residen sus contrapaertes, la Liga de la Justicia y otros héroes. Tanto Lex Luthor de Tierra Primaria como su equipo entran sigilosamente a la al Satélite de la Liga de la Justicia, donde el sindicato tiene a Alexander como rehén, donde estos le retiran la cinta adhesiva de su boca, permitiéndole que Alexander pronuncie la palabra mágica "¡Mazahs!" y este se transforme en su alter ego muscular, altamente poderoso y pelígroso. Mientras que Shazam! de Tierra Primaria (es decir, Tierra-0 o Nueva Tierra para algunos historietistas) es conocido por compartir sus poderes con otros, Mazahs es capaz de matar a otros súper seres y toma sus poderes a cambio de los suyos, como cuando mata al velocista Johnny Quick del Sindicato del Crimen. En el último número de la serie, se revela que la análoga de Wonder Woman de Tierra 3, Superwoman, está en una relación con Alexander engañando a sus compañeros para que lo llevasen con ellos. Ella también revela que está responsabilizandose de su hijo, quien está profetizado para acabar con su mundo. Aprovechandose de sus habilidades para usar los poderes de aquellos por los que él ha matado, Mazahs derriba fácilmente tanto al Sindicato como al equipo de Luthor de Tierra Primaria, Lex Luthor (que tiene la misma voz que Mazahs) se las arregla para invocar el relámpago, utilizando una barra de luz que Batman había recuperado para intentar usar contra Johnny Quick basándose en la defensa planeada contra Flash, y transformó a Mazahs a su forma humana. Sellando la boca de Alexander, Lex lo apuñala con un cuchillo y lo mata.
Superwoman más tarde daría a luz al hijo de Mazahs en la Liga de la Justicia Volumen cuatro #50, y usa sus habilidades delictivas para tomar al bebé, heredadas de su padre y usando la palabra mágica, para eliminar las habilidades que los miembros de la Liga de la Justicia de Tierra Primaria habían heredado de su tiempo en Apokolips. Estos sucedieron al finalizar el arco Justice League: Darkseid War, tras la muerte de Darkseid. La historia termina con el bebé huérfano que ha estado absorbiendo tanto el Efecto Omega de Lex Luthor así como restos de la Ecuación Anti-Vida que infectó a los héroes de la Liga, así como aquellos residuos que afectaron a Steve Trevor, lo que suscitó que dicha energía fuese la responsable de transformar a un pequeño pero infantil Darkseid que apenas había sido resucitado.

### Historieta:Injustice: Gods Among Us(Adaptación en cómic del videojuego)
En el cómic de precuela del videojuego de 2013 Injustice: Gods Among Us, Shazam! se une al régimen de Superman para establecer un nuevo enfoque para acabar contra el crimen. Similar a la versión de la Edad de Oro, se sugiere que este Shazam! tenga dos personalidades: Billy Batson que es una persona separada de Shazam!. En el primer año, él, al igual que el Flash, es algo escéptico con respecto a las intenciones de Superman, ya que sus acciones son a menudo inmorales. En última instancia, Shazam! decide quedarse y apoyar al Régimen, uniéndose a su causa. Él se convertiría en objeto de afecto de Harley Quinn, luego de ser atado y amordazado por ella en el año cuatro. Ares lo libera para unirse al régimen en la lucha contra el ejército de las Amazonas y los dioses griegos, pero justo cuando parecen estar ganando, Zeus lo despoja de sus poderes, devolviéndo a Billy a su estado humano permanentemente. Él junto con Harley (por tratar de ayudarlo) junto a la madre de la Mujer Maravilla, Hipólita, son enviadas al abismo de Tártaro como castigo, aunque escapan y Billy quedaría fuera del conflicto sin sus poderes. Finalmente, Zeus se ve obligado a devolverle su a Billy despuésde que este interviene en el conflicto de Highfather de Nuevo Génesis. En el quinto año, la relación de Shazam! con Harley se vuelve algo complicada cuando se enfrenta a él por estar en el Régimen, a pesar de su creciente tiranía.

## Aliados y enemigos
En las tradicionales historias de Shazam!, el Capitán Marvel a menudo luchaba contra el mal como miembro de un equipo de superhéroes conocido como la Familia Marvel, compuesto por él mismo y varios otros héroes compañeros, aprobado por el mago Shazam. El núcleo principal de la Familia Marvel estaba compuesto por la hermana gemela Mary Marvel (Mary Bromfield Batson), y el protegida y amigo de Billy, el Capitán Marvel Jr., que era el alter ego de Freddy Freeman, un joven vendedor de periódicos con discapacidad. Antes de la serie de cómics de la Crisis en las Tierras Infinitas de DC en 1985, la Familia Marvel también llegó a incluir a miembros a tiempo parcial, como el "Tío" Dudley (conocido como el Tío Marvel, un amigo de Mary y Billy), y otros tres protegidos (todos cuyos alter ego se llamaban asimismos como "Billy Batson") pero que también fueron conocidos como los Tenientes Marvels. Una versión del conejo rosado del Capitán Marvel, Hoppy the Marvel Bunny, que apareció en sus propias historias con un elenco de animales graciosos.

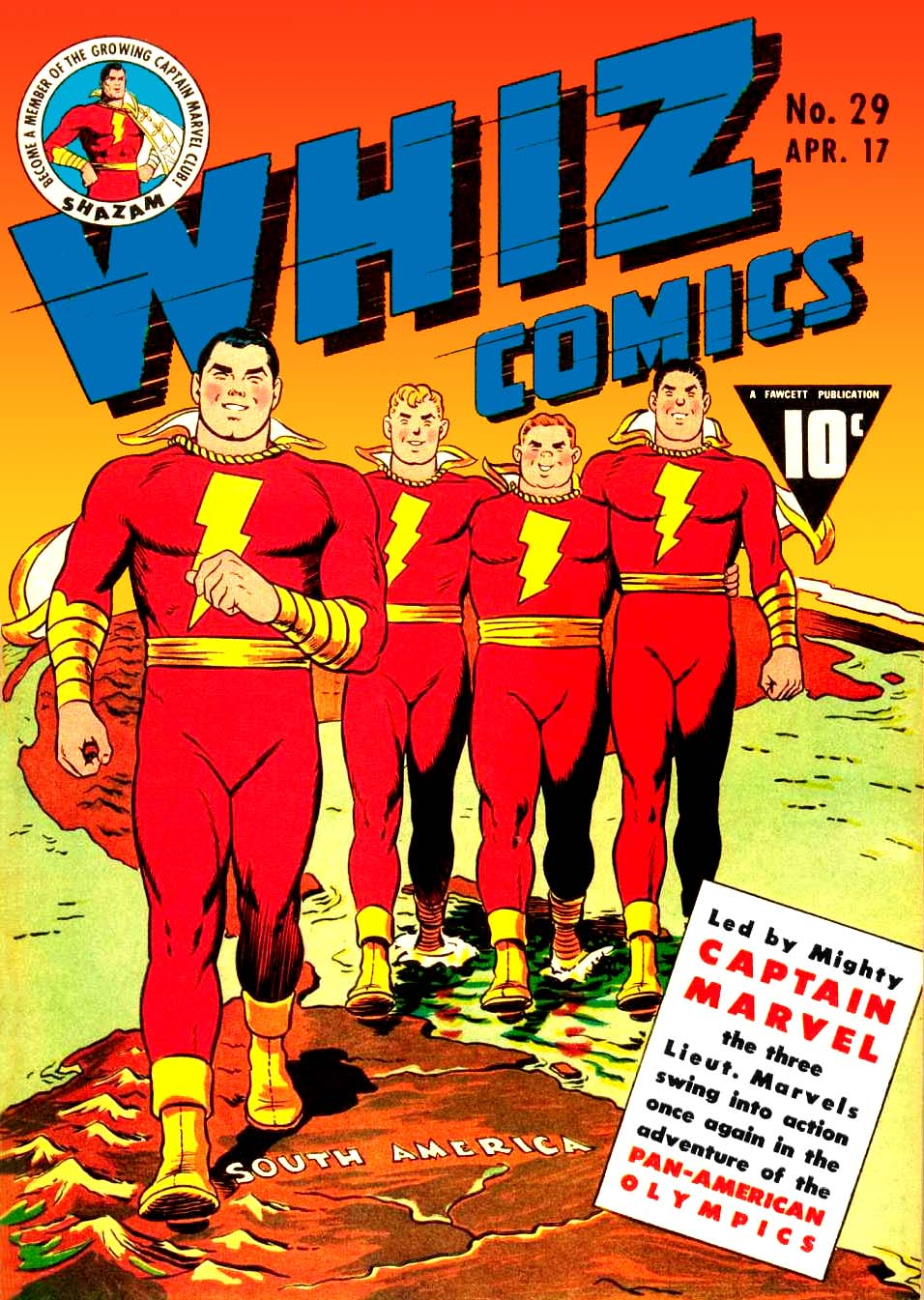
En la Imagen, los Tenientes Marvel.

La versión de continuidad actual de Shazam tiene una familia Shazam formada por sus cinco hermanos adoptivos, con quienes comparte sus poderes: Mary Bromfield (quien en la continuidad de Los Nuevos 52/DC: Renacimiento ya no es la hermana de Billy y es un poco mayor en edad), Freddy Freeman, Pedro Peña, Eugene Choi y Darla Dudley. Estas últimas tres, todas de diferentes razas y género, se introdujeron en la miniserie Flashpoint (cuando aparecieron tres de los seis niños que comparten los poderes para formar al "Capitán Trueno"), y luego se usaron para aparecer en la continuidad regular del Universo DC (comenzando con la edición suplementaria de la Liga de la Justicia), que sería la base para la versión de la película del 2019. Mr. Tawky Tawny fue representado al comienzo como un tigre del zoológico con carga mágica en con la edición suplementaria de la Liga de la Justicia, y posteriormente, en el Cómic mensual volumen tres de Shazam! del 2019, en donde otra versión es un animal antropomófico residente de una ciudad mágica habitada por animales antropomorfos, pertenecientes al Mundo Salvaje uno de los 7 reinos mágicos conectados a la Roca de la Eternidad.
Los aliados no poderosos de la Familia Marvel han incluido tradicionalmente a una simpática descendencia adulta derivada de la familia del Doctor Sivana, que a diferencia de sus hermanos menores Georgia y Sivana Jr, han sido más condesendientes aunque muy rara vez se les ha llegado a ver por obligaicpon seguir las maquinaciones de su padre el Doctor Sivana, entr estos hijos adultos, destacamo a Beautia y Magnificus Sivana; Por otro lado, se destaca al ya mencionado Mr. Tawky Tawny, el tigre que habla; Billy además ha tenido el apoyo en su alter ego al presidente de radio WHIZ y el empleador de Billy, Sterling Morris, la novia de Billy Cissie Sommerly. Durante la década de 1970 Shazam!, la serie también incluyó a Sunny Sparkle, el "niño más bonito del mundo". Durante el transcurso de la serie mensuakl de El poder de Shazam !, escrito por Jerry Ordway en los años noventa, la serie también presentaba a la directora de la escuela de Billy, Miss Wormwood y los padres adoptivos de Mary, Nick y Nora Bromfield. El Los Nuevos 52 cuando se reinició de Shazam!, presentaron a los padres adoptivos de los niños de Shazam, Víctor y Rosa Vázquez.
Durante la emisión de la serie de televisión de 1970 presentó a Mentor, literalmente el mentor de Billy, interpretado por Les Tremayne. Sus antecedentes y el origen de su relación con Billy nunca fueron explicados. La pareja viaja alrededor de los Estados Unidos en un RV. El personaje Mentor no se ha utilizado desde entonces, aunque se muestra al Viejo Tío Dudley conduciendo un RV similar en la serie animada Justice League Action.

### Enemigos
A lo largo de sus aventuras, el Capitán Marvel/Shazam!, ha ganado una extensa galería de villanos, entre los que se encuentran el malvado científico Doctor Thaddeus Bodog Sivana; junto a él sus esbirros, sus dos hijos adolescentes, Georgia y Sivana Jr., y ocasionalmente aunque de manera incidental, sus hijos mayores, Beautia y Magníficus, pero cuando han sido obligados a servir a su padre (colectivamente, también son conocidos como la familia Sivana). Además, otro de sus mayores enemigos, el corrupto campeón anterior del Mago Shazam, Black Adam, que obtiene sus poderes de los dioses egipcios. Otros enemigos meorables del gran queso rojo, podemos destacar por ejemplo, al campeón de Adolf Hitler, el Capitán Nazi, supervillano metahumano capaz de igualar la fuerza bruta de Shazam; asimismo, el gusano controlador de la mente, Mister Mind, y la Monstruosa sociedad del Mal.
Otros enemigos destacables de la Familia Marvel se incluye al robot malvado Mister Atom; Oggar, el "Inmortal más poderoso del mundo", un dios con poderes mágicos que había sido un antiguo alumno del Mago Shazam. También podemos destacar a la Tía Minerva, una ladrona de bancos y gánster inspirada en el personaje de Ma Barker; El rey Kull, un cavernícola inteligente e inmortal;asimismo, destacamos a IBAC y a Sabbac, dos supervillanos al cual se les otorgaron poderes luego de hacer tratos con unos demonios, que para transformarse, al hablar pronuncian unas palabras mágicas formadas por seres que les otorgan un gran poder de una manera similar a cómo funcionan los poderes de Shazam.

## Ediciones Recopilatorias
Muchas de las apariciones del personaje se han recopilado en varios volúmenes:
- Serie de Edición Especial: Libro 1 - Whiz Comics (1974, DynaPubs). Este volumen de tapa blanda presenta aventuras de la Era Dorada del Capitán Marvel en las páginas de Whiz Comics # 7–28 en blanco y negro. 8 1/2-in. x 11 pulgadas, 208 páginas.
- Serie de Edición Especial: Libro 3 - Capitán Marvel Jr. (1975, DynaPubs). Este volumen de tapa blanda reimprime las historias de Captain Marvel Jr. de Master Comics #27–42 en blanco y negro. Cuatro cubiertas se muestran a todo color en la contraportada. 8 1/2-in. x 11 pulgadas, 208 páginas.
- Shazam! De los años cuarenta a los setenta (1977, Harmony Books, ISBN 0-517-53127-5). Colección de tapa dura que reimprime 37 historias de Captain Marvel, Captain Marvel Jr., Mary Marvel y la Marvel Family de los cómics originales de Fawcett y la de los años 70 publicados por DC en su serie Shazam!. Serie en blanco y negro, con algunas páginas en color. Historias de Bill Parker, Otto Binder y otros; arte de CC Beck, Marc Swayze, Mac Raboy, Kurt Shaffenberger y otros. Introducción por E. Nelson Bridwell. 352 páginas.
- The Monster Society of Evil: Edición limitada de lujo para coleccionistas (1989, American Nostalgical Library, ISBN 0-948248-07-6). Compilado y diseñado por Mike Higgs. Reimprime todo el arco de la historia de "Monster Society of Evil" que se desarrolló durante dos años en las páginas de Captain Marvel Adventures # 22–46 (1943–1945), en el que Captain Marvel se encuentra con Mister Mind y su Monster Society of Evil. Este cómic de tapa dura de tamaño grande y fundido se limitó estrictamente a 3,000 copias numeradas.
- Archivos de Shazam!, volúmenes 1–4 (1992, ISBN 1-56389-053-4 ; 1998, ISBN 1-56389-521-8 ; 2002, ISBN 1-56389-832-2 ; 2005, ISBN 1-4012-0160-1). Volúmenes de tapa dura que reimprimen las aventuras del capitán Marvel desde sus primeras apariciones en Fawcett en títulos como Whiz Comics, Master Comics y Captain Marvel Adventures desde 1940 hasta 1942. Historias de Bill Parker, Ed Herron y otros; arte de CC Beck, Pete Costanza, Mac Raboy, Joe Simon, Jack Kirby, George Tuska, y otros.
- Archivos de Shazam! Archivos de familia Volumen 1 (2006, ISBN 1-4012-0779-0). Este volumen derivado toma las aventuras de Captain Marvel Jr., de Master Comics # 23–32 y Captain Marvel Jr. # 1, así como el origen de Mary Marvel de Captain Marvel Adventures # 18. Historias de varios escritores; Arte de Mac Raboy, Al Carreno, Marc Swayze y CC Beck.
- Shazam! y la Familia Shazam! Anual No. 1 (2002). Un 80 páginas gigante de estilo, colección de bolsillo squarebound reimpresión de aventuras varias Marvel edad de oro de la familia del Capitán Marvel aventuras # 18 (diciembre de 1942), el Capitán Marvel, Jr. # 12 (octubre de 1943), y La Familia Marvel # 1 (diciembre de 1945 ) y # 10 (abril de 1947), incluidas las primeras apariciones de Mary Marvel y Black Adam. Historias de Otto Binder; arte de CC Beck, Pete Costanza, Mac Raboy, Marc Swayze, Bud Thompson y Jack Binder.
- Showcase Presents: Shazam! Volumen 1 (2006, ISBN 1-4012-1089-9). ¡Un cómic de bolsillo de 500 páginas con reimpresiones en blanco y negro de historias de la década de 1970 de Shazam! de la serie mensual, que recopilan solo el nuevo material que se publicó (y no las reimpresiones de la Edad de Oro) en los números 1–33. Escrito por Dennis O'Neil, E. Nelson Bridwell y Elliott Maggin; arte de CC Beck, Kurt Schaffenberger, Dave Cockrum, Dick Giordano y otros.
- Las Pruebas de Shazam!, Volúmenes 1 –2 (2007, ISBN 1-4012-1331-6 ; 2008, ISBN 1-4012-1829-6). Volumen 1 reimpresiones de Las Pruebas de Shazam! # 1–6 y una historia corta de DCU Brave New World # 1. Volumen 2 reimpresiones # 7–12.
- Shazam! Las mejores historias jamás contadas (2008, ISBN 1-4012-1674-9). Una compilación con historias de Captain Marvel recopiladas de las publicaciones de Fawcett, Whiz Comics # 2; Captain Marvel Adventures # 1, 137, 148; La Familia Marvel # 21, 85; y las publicaciones de DC Shazam! # 1, 14; DC Comics Presents Annual # 3; Superman # 276; LEGION '91 # 31; ¡El Poder de Shazam! # 33; y Aventuras en el Universo DC # 15. Una antología expandida, Shazam! Una celebración de 75 años, (ISBN 1-4012-5538-8) se publicó en formato de tapa dura en 2015.
- Superman contra Shazam! (2013, ISBN 1-4012-3821-1). Una recopilación de los equipos anteriores entre The Man of Steel y The Mightiest Mortal en esta colección que también incluye a Mr. Mxyzptlk, Mr. Mind, Captain Nazi, Black Adam y más. Colecciona la nueva Edición de Coleccionista C-58, DC Comics Presents # 33–34 y # 49, y DC Comics Presents Annual #3.
- ¡Shazam! Vol. 1 (2013, ISBN 978-1-4012-4244-2). Compila los orígenes revisados de New 52 de Billy Batson y Shazam a partir de versión suplementaria que recopila la historia drl personaje que originalmente se publicó en las páginas de la Justice League Vol. 2 #0, 7–11, 14–16, 18–21. Cuento de Geoff Johns, arte de Gary Frank. ¡Reeditado en 2019 como Shazam!: Origins, edición comercializable en rústica, con una portada de la película New Line Cinema / Warner Bros. protagonizada por Zachary Levi ( ISBN 978-1401-28789-4).

### Trayectoria editorial
En español, la serie fue publicada en la revista "Patoruzito" (Argentina, 1945).

## Influencia
La serie original del Capitán Marvel ha sido muy influyente. Para el historietista español Josep María Beá constituyó una de las dos series favoritas de sus niñez, abriéndole los ojos a un mundo colorista y fantástico, muy diferente de la gris realidad de postguerra de su país natal.
Asimismo, el Capitán Marvel ha sido fuente de inspiración para diversos homenajes y parodias, entre los que se destacan los siguientes.

### Marvelman/Miracleman
En la década de 1950, un pequeño editor británico, L. Miller and Son, publicó una serie de reimpresiones en blanco y negro de varios cómics estadounidenses, incluida la serie de Fawcett, Capitán Marvel. Con el resultado del fallo de la demanda de National Comics contra Fawcett Publications, L. Miller and Son encontraron que el suministro del material relacionado con el Capitán Marvel se cortó abruptamente. Solicitaron la ayuda de un escritor de cómics británico, Mick Anglo, creando una versión del superhéroe denominado Marvelman. El personaje del Capitán Marvel Jr., se adaptó para crear al Joven Marvelman, mientras que Mary Marvel cambió su género para crear al niño Kid Marvelman. La palabra mágica "Shazam!" fue reemplazada por "Okimota" ("Atomiko" escrito al revés). Los nuevos personajes se hicieron cargo de la numeración de la serie original del Captain Marvel en el Reino Unido a partir del número 25.
Marvelman se dejaría de publicarse hacia 1963, pero el personaje fue revivido en 1982 por el escritor Alan Moore en las páginas de la revista Warrior. A partir de 1985, las aventuras serializadas en blanco y negro de Moore fueron reimpresas a color por la editorial Eclipse Comics bajo el nuevo título de Miracleman (debido a que Marvel Comics objetó el uso del término "Marvel" en el título), y continuó la publicación en los Estados Unidos después de trabajar para Warrior, cuando esta desapareció. Dentro del metatextual línea en la historia de la propia serie de cómics, se señaló que la creación de Marvelman estaba basada en los cómics de Marvel, el Capitán Marvel, por tanto, el trabajo de Moore y el posteriormente renombramiento del personaje de Marvelman a Miracleman fue contribuido gracias al aporte de Neil Gaiman. Desde 2009, Marvel Comics adquirió los derechos de los personajes e historias originales de Marvelman de la década de 1950, obteniendo así los derechos de la versión de 1980 y de esas reimpresiones en 2013. La premisa inicial es la misma que la de Marvelman, que de hecho es el mismo personaje, sin embargo, Moore sitúa la historia varios años después, con un tratamiento adulto y que bebe de los planteamientos filosóficos de Friedrich Nietzsche, llevando al extremo absoluto la idea del super-hombre a través de la vía del cómic y a través del género de los superhéroes, en una historia tan irrepetible y definitiva como imprescindible.

### ElCaptain Marvelde Carl Burgos:M. F. Enterprises
Para el año de 1966, la compañía de historietas MF Enterprises produjo su propia versión del Capitán Marvel: un superhéroe androide de otro planeta cuya característica principal era la capacidad de dividir su cuerpo en varias partes, cada una de las cuales podía moverse por sí sola. la premisa del personaje, era que un arqueólogo, Roger Winkle, profesor de Arqueología en el Colegio Dartmoor, es en realidad un robot de origen extraterrestre enviado a la tierra para preservar la paz. Al pronunciar la palabra "Split", sus miembros y partes del cuerpo se separan, si bien bajo su control. Al pronunciar la palabra "Xam", estos vuelven a recomponerse. Su confidente, ayudante y pupilo es un joven llamado Billy Baxton. De este modo, al desencadenar esta separación al gritar "Split!" y "¡Xam!", sería el modo por el cual el personaje se convertía en un habilidoso superhéroe. A esta versión del Capitán Marvel, de corta vida, se le acreditaba en el cómic como "basado en un personaje creado por Carl Burgos". Los problemas legales con Marvel Comics por el uso del término "Marvel" en el título llevaron a que MF dejara de publicarlo después de cinco números y aceptase un acuerdo de $4500 dólares de parte de Marvel. El creador de la Antorcha Humana original, Carl Burgos, fue el responsable en 1966 de la aparición de este Capitán Marvel.

### Fatman, el Platillo Volante Humano
Dos de los autores que trabajaron en las historias de Captain Marvel, C. C. Beck y Otto Binder, crearon a este personaje, Van Crawford que, al beber una bebida de origen extraterrestre con sabor a chocolate, se transformaba en un platillo volante humano. El diseño del personaje, era el de un hombre obeso con un traje idéntico al del Capitán Marvel, si bien en color verde y con un dibujo de un platillo volante en el pecho sustituyendo al famoso relámpago.

### Captain Shazam!
Nunca llegó a aparecer ni ser editado y su existencia es conocida tan solo por haber sido anunciado como un nuevo personaje en los números 2 y 3 de Fatman, de Milson Publications. Su relación con el Capitán Marvel parece obvia.

### Captain Thunder
El primer nombre que se barajó para el personaje posteriormente conocido como Capitán Marvel, fue Captain Thunder. Este nombre, fue utilizado para crear un personaje en DC Comics para una de las historias de Superman. Cuando Willi Fawcett (nombre personal de obvias relaciones con el Capitán Marvel), porta el cinturón indio que le dio Merokee, el gran médico de la tribu de los Mohegan, y pronuncia la palabra Thunder, adquiere los poderes de siete grandes espíritus: T(ornado = poder), H(are = velocidad), U(ncus = valentía), N(ature = sabiduría), D(iamond = resistencia), E(agle = vuelo), R(am = tenacidad).

### Zha-Vam
Un superpoderoso antagonista de Superman, que responde al nombre de "Zha-Vam": Z(eus) H(ercules) A(chilles) V(ulcan) A(pollo) M(ercury), resultará ser un enviado de los dioses griegos del pasado cuando estos, al escudriñar nuestro presente, comprueban con sorpresa que ya no son adorados y que el lugar de los héroes, ha sido ocupado por el hombre de acero, decidiendo enviar a Zha-vam El Invencible a humillar a Superman. La relación con el Capitán Marvel es evidente, siendo además uno de los autores de la historia, Otto Binder quien guionizara en los 40' y los 50' multitud de historias del Capitán Marvel y la Familia Marvel en Fawcett Comics.

### Captain Thunder (Roy Thomas)
Se trató de una propuesta para una adaptación del Captain Marvel que ideado por los hermanos Roy y Dan Thomas para DC Comics, que apenas fue anunciada, sin embargo, a pesar de este intento de modernizar la personaje, finalmente nunca fue editado y ni publicado, luego de que ambos escritores/dibujantes saliesen de la editorial por razones creativas en otros trabajos en DC, esta propuesta, postulaba en la que Billy Batson y el Capitán Marvel son afroamericanos, Mary sería una chica Punk, siendo desarrollada su historia en la continuidad de Tierra-Uno (a diferencia de la versión de Tierra-S que se mantendría intacto).

### Thunder Bunny
Cuando Bobby Caswell piensa en un conejo rosa gigante y aplaude, se convierte en Thunder Bunny, en realidad un homenaje a Hoppy, el Conejo Marvel, uno de los personajes de Fawcett. Los poderes de Thunder Bunny, proceden del Dr. Bar-ko, que transfiere a Bobby Caswell, el poder del mayor héroe de su mundo de procedencia.

## Poderes y habilidades
El personaje obtiene poderes a través de una transformación de una persona humana en una entidad superpotencia. Cuando la persona humana, Billy Batson, dice la palabra mágica "¡Shazam!", Se convierte en el superpoderoso Capitán Marvel / Shazam.
Dichos poderes son:
- S: Sabiduría de Salomón; Como Capitán Marvel / Shazam, Billy tiene acceso instantáneo a una gran cantidad de conocimientos y objetivos académicos. Posee una excelente agudeza mental y una sabiduría casi infalible, incluida una comprensión innata de la mayoría de los lenguajes y ciencias conocidos. También tiene una gran comprensión de los fenómenos divinos en el mundo mortal. La sabiduría de Salomón le proporciona consejo y consejo en momentos de necesidad. En las primeras historias del Capitán Marvel, el poder de Salomón también le dio a Marvel la capacidad de hipnotizar a las personas.
- H: Fuerza de Hércules; El poder de Hércules le otorga al Capitán Marvel / Shazam una fuerza sobrehumana comparable a la del legendario semidiós, convirtiéndolo en uno de los personajes más fuertes de DC Comics. Puede doblar fácilmente el acero con sus propias manos, hacer el trabajo de varios obreros en la mitad del tiempo, lanzar camiones semi en el aire, perforar paredes y levantar objetos masivos. En los cómics, esta fuerza se ha comparado con la de Superman y otros superhéroes y villanos divinos. La fuerza del Capitán Marvel de la Edad de Oro era ilimitada, y el personaje era lo suficientemente fuerte como para mover estrellas y planetas.
- A: Resistencia de Atlas; Usando la resistencia de Atlas, el Capitán Marvel / Shazam puede resistir y sobrevivir a la mayoría de los tipos de agresiones físicas extremas, y curarse de ellos en cuestión de segundos sin ninguna molestia aparente. El aguante de Atlas también evita que se canse y le proporciona un metabolismo dotado sobrenaturalmente que previene la fatiga, la sed y el hambre.
- Z: Poder de Zeus; El poder de Zeus, además de alimentar el rayo mágico que transforma al Capitán Marvel / Shazam, también mejora las otras capacidades físicas y mentales de Marvel y le otorga resistencia contra todos los ataques y hechizos mágicos. El héroe puede usar el rayo como arma esquivándolo y permitiéndole golpear a un oponente u otro objetivo. El rayo mágico tiene varios usos, como crear aparatos, restaurar el daño causado al héroe y proporcionar combustible para los hechizos mágicos. La versión de continuidad actual de Shazam es capaz de generar y controlar personalmente los rayos para varios usos. También puede usarlo fácilmente desde la punta de sus dedos.
- A: Valentía de Aquiles; Este aspecto es principalmente de naturaleza psicológica y espiritual. El coraje de Aquiles le da al Capitán Marvel / Shazam el coraje y la valentía del legendario héroe griego. En una historia se afirma que también le da habilidades de lucha. También ayuda a la fortaleza mental del héroe contra la mayoría de los ataques mentales. En las pruebas de la miniserie Shazam!, esto se cambió temporalmente a la casi invulnerabilidad de Aquiles.
- M: Velocidad de Mercurio; Al canalizar la velocidad de Mercurio, el Capitán Marvel / Shazam puede moverse a velocidades sobrehumanas y volar, aunque en los cómics más antiguos solo podía saltar grandes distancias. El Capitán Marvel de las historias anteriores a 1985 también pudo viajar a la Roca de la Eternidad volando más rápido que la velocidad de la luz.

## Apariciones en otros medios

### Cine
¡Shazam! (en inglés: Shazam!) es una película estadounidense de 2019 perteneciente al género de superhéroes basada en el personaje de DC Comics del mismo nombre. Es la séptima entrega dentro del Universo extendido de DC (DCEU). La película está dirigida por David F. Sandberg a partir de un guion de Henry Gayden y una historia de Gayden y Darren Lemke, y está protagonizada por Asher Angel como Billy Batson, un adolescente que puede transformarse mediante la palabra mágica «Shazam» en un superhéroe adulto interpretado por Zachary Levi. ¡Shazam! también presenta a Mark Strong, Jack Dylan Grazer, Grace Fulton, Jovan Armand, Ian Chen, Faithe Herman y Djimon Hounsou como personajes secundarios. Se trata de la primera versión cinematográfica del personaje. https://es.wikipedia.org/wiki/%C2%A1Shazam!

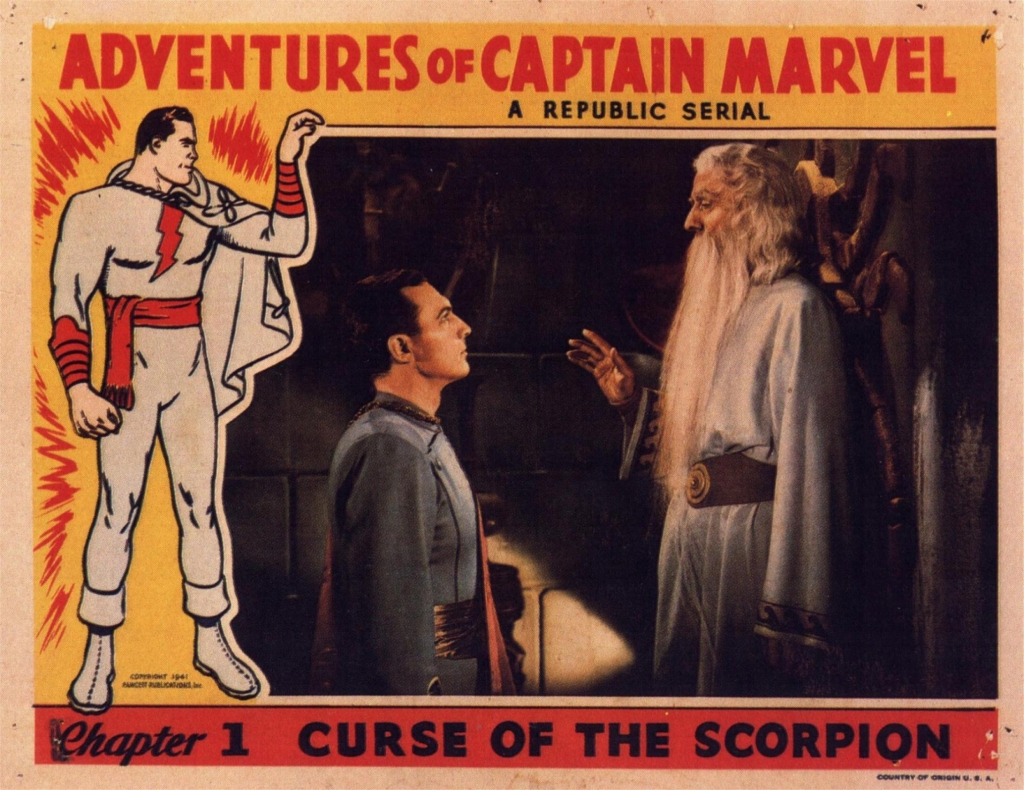
Cartel publicitario de Curse of the Scorpion (La maldición del Escorpión), primer episodio de la serie de cine.

#### Serial de cine
La primera adaptación filmada del Capitán Marvel se produjo en 1941. Las Aventuras del Capitán Marvel, protagonizada por Tom Tyler en el papel principal y Frank Coghlan, Jr. como Billy Batson, fue una serie de 12 películas producidas por Republic Pictures. Esta producción convirtió al Capitán Marvel en el primer superhéroe representado en una película. Las aventuras del Capitán Marvel (para las que las técnicas de efectos de hombre en vuelo se desarrollaron originalmente para una serie de películas de Superman que Republic nunca produjo) anterior a Fleischer Studios de la serie animada Superman de seis meses.
En 1950, Columbia Pictures lanzó la comedia / misterio The Good Humor Man con Jack Carson, Lola Albright y George Reeves. La historia tiene a Carson como un vendedor de helados que también pertenece a un Club Capitán Marvel de cosecha propia con algunos de los niños del vecindario. Fawcett lanzó un tie-in one-shot el mismo año en que apareció la película, Captain Marvel and the Good Humor Man.

#### Animación
- Su popularidad fue tal que en 1941 se convirtió en el primer superhéroe en ser llevado a la gran pantalla por Republic Pictures, en un serial de doce capítulos titulado The Adventures of Captain Marvel,[166] dirigido por John English y William Witney, y con Tom Tyler en el papel del mortal más poderoso de la tierra y Frank Coghlan Jr. en el papel de su alter ego Billy Batson.
- Asimismo, en la película de animación Superman/Batman: Enemigos Públicos hace una pequeña aparición esta vez del lado del enemigo, una vez más demostrando su increíble poder al casi conseguir detener a los dos iconos de D.C.
- Una versión malvada del Capitán Marvel, llamada Capitán Súper, tiene un papel menor en la película animada de 2010 Justice League: Crisis on Two Earths. Uno de los villanos principales de la película, y el capitán Super es la de Superwoman del Sindicato del Crimen del universo alternativo Tierra-3, quien en esta película es una contraparte malvada de Mary Marvel.
- De la misma forma tiene un corto animado llamado Superman/Shazam!: The Return of Black Adam, en donde Superman ayuda a Captain Marvel a detener a su adversario, convirtiendo a Superman en testigo del surgimiento de un nuevo defensor de la Tierra; como curiosidad la cinta revela una vez más que el hombre de acero es vulnerable a la magia, esto por parte de Black Adam.
- Shazam hace su aparición de nuevo en la película de dibujos animados, lanzada en julio del 2013, Justice League: The Flashpoint Paradox, en la cual forma parte de un grupo de resistencia para salvar el mundo de una Guerra Mundial causada por la Mujer Maravilla y Aquaman.
- También aparece en Justice League: War como un personaje principal. Zach Callison repitió su papel de Billy Batson, y Sean Astin expresa a Shazam. Billy aparece representado como viviendo en un hogar de acogida con Freddy (con la voz de Georgie Kidder) y Darla (con la voz de Kimberly Brooks). Como fanático de la estrella del fútbol de la escuela secundaria Vic Stone (también conocido como Cyborg), Billy trabaja junto a su héroe Shazam para ayudar a la Liga de la Justicia a luchar contra Darkseid.
- También hace un cameo en la película Liga de la Justicia: La nueva frontera.
- Shazam también aparece en la secuela de War, Justice League: Throne of Atlantis (2015).
- Shazam hace su última aparición en Justice League Dark: Apokolips War, aunque con una línea de diálogo, simplemente pero épicamente diciendo "Shazam", mientras es destrozado por Parademons. Se menciona que fue el único miembro fundador de la Liga de la Justicia que escapó de la batalla en Apokolips con la ayuda de Cyborg, pero perdió la pierna en el proceso y la reemplazó por una mágica.
- Shazam aparece en la película Lego DC: Shazam!: Magic and Monsters, nuevamente con la voz de Sean Astin, mientras que Billy Batson tiene nuevamente la voz de Zach Callison.
- Shazam aparece en la película animada Injustice, con la voz de Yuri Lowenthal.[167]

#### Universo extendido de DC
- Shazam aparece en la película ¡Shazam! (2019) con Zachary Levi en el papel principal[168] y Asher Angel interpretando a Billy Batson.[169] En su vida anterior, Billy nació de una adolescente llamada Marilyn Batson. Ambos se separaron y Billy fue puesto en cuidado de crianza. Cuando creció, comenzó a buscar a su madre biológica con un caso que lo llevó a ser detenido por la policía. La trabajadora social Emma Glover lo coloca al cuidado de Victor y Rosa Vázquez, donde Billy conoce a sus hermanos de crianza Mary Bromfield, Pedro Peña, Eugene Choi, Darla Dudley y Freddy Freeman. Después de evadir a dos matones en el metro, Billy se encuentra en la Roca de la Eternidad donde el Mago Shazam le otorga sus poderes antes de morir. Después de que Freddy ayuda a Billy a dominar sus habilidades, Billy, como Shazam, obtiene su primer archienemigo, el Doctor Sivana, que está poseído por los Siete Pecados Mortales. Después de enterarse de la verdad de por qué su madre lo abandonó, Billy rescata a sus hermanos adoptivos como Shazam mientras les permite compartir los poderes del Mago y les permite derrotar al Doctor Sivana y volver a encarcelar a los Siete Pecados Mortales. Shazam más tarde almuerza en la cafetería de la escuela con sus hermanos de crianza donde incluso invitó a Superman a unirse a ellos.

- Una secuela, Shazam! Fury of the Gods (2023), está en desarrollo, con el elenco, Sandberg y Gayden listos para regresar,[170] con Levi y Angel repitiendo sus papeles. En la película, Billy se preocupa que lo echen de la familia Vásquez después de cumplir 18 años y dejar el sistema de acogida por la edad, hasta que en un sueño, Billy es advertido por el Mago Shazam (al creer que había muerto en Shazam!) sobre las hijas de Atlas; Hespera, Calipso y Anthea (quién se enamoró de Freddy), que van tras él y a su familia, luego de ser encerrados en una cúpula con toda la ciudad al ver que Freddy fuera secuestrado por ellas. Al escapar después de rescatar a Freddy y el Mago, Billy es el único con sus poderes después de que sus hermanos perdieran los suyos a manos de Calipso por el bastón del Mago e impedir que obtuviera la Manzana dorada, la semilla del Árbol de la Vida. Luego tras el ataque de la ciudad ante monstruos creados por Calipso, Billy al ver que el Mago lo escogió por su desinterés y preocupación por su familia, y siendo Shazam decide enfrentar solo a Calipso y a su monstruoso dragón Ladón al recuperar el bastón del Mago, y con la ayuda de Hespera, quién fue herida y traicionada por Calipso, lo encierra junto con ella y Ladon en encoger la cúpula hasta Citizens Bank Park antes de morir. En la batalla final, Billy derrota a Calipso, Ladon y a todo su ejército de monstruos al destruir el Árbol, pero también sacrificándose en el proceso como héroe y dios. En su funeral en el reino de Anthea, Billy es resucitado a la vida por Wonder Woman (a quién Billy esta interesado en ella) con el bastón, al igual en el Reino de Dios, incluida Anthea de recuperar sus poderes, y felizmente se reúne con su familia, y usa el bastón para restaurar los poderes de sus hermanos. Al final, Anthea ahora vive en el mundo con la familia de Billy, estando con Freddy, y Billy es visitado por el Mago al reclamar el bastón, y antes de irse, bautiza el nombre de Billy como "Shazam". En una escena a mitad de créditos, Billy iba a ser reclutado por Emilia Harcourt y John Economos, en nombre de Amanda Waller para unirse a la Sociedad de la Justicia, pero rechaza la oferta y ve nombres alternativos para la Sociedad de la Justicia, incluida la Sociedad de la Autoridad.

### Televisión

#### 1970s – 1990s
- Coincidiendo con la edición de nuevas historias del personaje tras la adquisición de los derechos por parte de la editorial DC Comics, y fresco aún el recuerdo de su enorme popularidad, la productora Filmation, produjo un programa de televisión emitido por la cadena CBS durante tres temporadas, conocido como "Shazam!" en la temporada 1974-75 y como "The Shazam!/Isis Hour" en las temporadas 1975-76 y 1976-77, donde se programaban dos capítulos, uno por personaje, en un show de una hora, recayendo la caracterización del Capitán Marvel en Jackson Bostwick primero y John Davey después, y la de Billy Batson en Michael Gray.[171]
- En 1979, Hanna-Barbera, produjo un especial de televisión en dos partes, titulado "Legend of the Superheroes", donde aparecía la plana mayor de los héroes de DC Comics en forma de una Liga de la Justicia de América en la que se incluía al Capitán Marvel, interpretado en este caso por Garret Craig (y recuperando a Adam West como Batman y a Burt Ward como Robin, una década después del final de la clásica serie). En la primera parte, "The Challenge", despojados de sus poderes, los héroes debían hallar una serie de bombas escondidas y derrotar a la Legion of Doom, grupo formado por algunos super-villanos de la misma editorial. La segunda parte, "The Roast" era un especial en clave de humor, con la mayoría de los personajes de la primera parte, presentado por el comediante y presentador Ed McMahon.[172]
- Posteriormente, en 1981, la misma productora, Filmation, produjo un programa de animación titulado "The Kid Super Power Hour with Shazam!",[173] emitido los sábados por la mañana por la cadena NBC, conteniendo dos partes, una de ellas titulada "Hero High", con las historias de un grupo de estudiantes en un instituto de superhéroes, y otra titulada "Shazam!", protagonizada por el Capitán Marvel y el resto de la Familia Marvel. Esta serie de animación, fue nominada en 1982 a dos galardones "Young Artist Awards" ganando uno de ellos.[174]

#### 2000s – presente
- Debido al desarrollo del Shazam! largometraje en New Line Cinema, los derechos para usar Shazam! Los personajes de las producciones de la serie animada de DC producidas por Bruce Timm y / o Paul Dini se complicaron por los problemas de licencia.[175] Una pelea planeada entre Superman y Capitán Marvel para el programa animado para niños WB Superman: la serie animada circa 2000 no se produjo, al igual que una propuesta de Shazam! la serie para Cartoon Network lanzada por Paul Dini y Alex Ross casi al mismo tiempo.[176]
- La primera aparición formal de Capitán Marvel en una producción de DCAU fue el personaje principal invitado del episodio "Clash" de Liga de la Justicia Ilimitada, que se emitió originalmente en 2005 en Cartoon Network. El Capitán Marvel fue expresado por Jerry O'Connell, y Billy Batson por Shane Haboucha. En este episodio, el Capitán Marvel se une a la Liga de la Justicia, pero sus opiniones positivas sobre la reforma aparente del supervillano Lex Luthor crean una gran tensión en su relación con Superman. Esta tensión finalmente conduce a una batalla total entre Marvel y Superman cuando Superman cree que el generador de Luthor construido bajo una ciudad es realmente una bomba.[177] A pesar de que Shazam tiene poderes mágicos (una debilidad de Superman), Superman lo derrota cuando Marvel dice "¡SHAZAM!", Superman levanta a Marvel sobre su cabeza, haciendo que el rayo golpee a Marvel y lo convierta en Billy. Billy intenta decir la palabra mágica, pero solo llega a la Z antes de que Superman se golpee la boca con la mano. Superman destruye el dispositivo, pero se examinan sus restos y resulta ser realmente un generador. A pesar de que Superman intenta disculparse, el Capitán Marvel abandona la Liga de la Justicia con disgusto y afirma que ya no son como los héroes que admiraba. Al final del episodio, se revela que el Capitán Marvel solo se usó porque el choque entre los dos superhéroes fue parte de un gran complot organizado por Lex Luthor y Amanda Waller para desacreditar a Superman.
- Más tarde, Capitán Marvel hizo ocho apariciones en Batman: The Brave and the Bold de Cartoon Network, que se desarrolló de 2010 a 2013. Capitán Marvel con la voz de Jeff Bennett y Billy Batson de Tara Strong.[178] Dos episodios de la segunda temporada de Brave and the Bold están dedicados al mundo y al elenco de reparto de Captain Marvel. "El Poder de Shazam!" contó con la presencia del Capitán Marvel / Billy Batson junto a la Familia Sivana, Black Adam, el mago Shazam, la tía Minerva y Mary Batson, mientras que "The Malicious Mr. Mind" presentó a la Familia Marvel (Mary Marvel y Capitán Marvel, Jr.), Sivana, Mr. Mind y la Sociedad de Monstruos del Mal.[179]
- Capitán Marvel también aparece como un personaje recurrente en la serie Young Justice de DC Comics. El Capitán Marvel es expresado por Rob Lowe[180] y luego por Chad Lowe, mientras que Billy Batson es interpretado por Robert Ochoa. Representada como miembro de la Liga de la Justicia, Marvel se presenta como la nueva "Madre del Den" del equipo en el episodio "Macho alfa" después de la desaparición de Tornado Rojo.[181] En varias ocasiones, a veces se une a los héroes adolescentes de Justicia Joven en sus misiones.[182] Billy tiene 10 años de edad en sus apariciones de temporada 1; 15 años de edad en la temporada 2, que tiene lugar cinco años después; y 17 años de edad en la temporada 3.
- Luego del cambio de nombre del personaje, Shazam, Billy Batson y varios de sus personajes secundarios aparecen en tres Shazam de un minuto. Los cortos de dibujos animados de DC Nation se produjeron en 2014 como intersticiales para la programación del sábado por la mañana de Cartoon Network.[183] Con diseños inspirados en los dibujos animados de Fleischer Studios Popeye de la década de 1930, los tres cortos, "Courage", "Wisdom" y "Stamina", presentan a Tara Strong interpretando su papel como la voz de Billy Batson y David Kaye expresando a Shazam. ¡Shazam! - Stamina fue nominado para el Premio Daytime Emmy 2015 por su Clase Especial Sobresaliente - Programa de Formato Corto durante el Día.[184]
- Shazam aparece como un personaje recurrente en la actual serie animada de Cartoon Network, Justice League Action, que debutó en 2016. Sean Astin expresa a Shazam y Billy Batson. Billy Batson / Shazam aparece por primera vez en "Rock clásico", donde es llamado por el mago para ayudar a combatir a Black Adam en la Roca de la Eternidad. Después de que Black Adam atrapó a Billy al contrarrestar el rayo que lo transforma, el Mago es expulsado de la Roca de la Eternidad y gana a regañadientes con la ayuda de Batman para liberar a Billy y derrotar a Black Adam.[185] En el episodio "Abate and Switch", Batman lleva a Billy Batson a donde la Liga de la Justicia está luchando contra los miembros de Black Adam y los hermanos Abnegazar, Rath y Nyorlath.[186] También aparece en el episodio "Capitán Bamboozled" con el tío Dudley que gana poderes como parte del complot de Mister Mxyzptlk.
- Shazam también aparece como personaje invitado en la actual serie de televisión animada de Cartoon Network Teen Titans Go!. Hace una aparición sin hablar en el episodio de la temporada 5 "Justice League's Next Top Talent Idol Star: Second Greatest Team Edition". Más tarde tuvo un papel destacado como orador en el episodio "Little Elvis", con la voz de John DiMaggio,[187] con Tara Strong expresando la voz de Billy Batson. Los Titanes aparecen al lado de Shazam buscando detener al malvado Mister Mind; cabe citar que también tiene aparición el Mago y la versión civil de Billy Batson. Se vislumbra también la Roca de la Eternidad.

### Videojuegos
- Capitán Marvel hizo su primera aparición oficial de videojuegos como un personaje jugable en Mortal Kombat vs. DC Universe, interpretado por Stephan Scalabrino y expresado por Kevin Delaney, para las consolas de juegos PlayStation 3 y Xbox 360. En la historia, Capitán Marvel se encuentra entre varios superhéroes de DC teletransportados al universo de videojuegos de Mortal Kombat cuando los dos universos se fusionan, y los personajes de cada franquicia se ven obligados a luchar. También aparece como un personaje héroe "de salto" en las adaptaciones de Wii / Nintendo DS de Batman: The Brave and the Bold, con la voz de Jeff Bennett.
- Otras apariciones de Capitán Marvel en juegos de consola disponibles en múltiples plataformas incluyeron Lego Batman 2: DC Super Heroes (con la voz de Travis Willingham), y como un personaje jugable en Infinite Crisis (con la voz de Jerry O'Connell).[188] También aparece en el juego de rol en línea DC Universe Online (con la voz de Shannon McCormick).
- Como Shazam, el héroe aparece como un luchador jugable en Injustice: Gods Among Us, con la voz de Joey Naber. La historia del videojuego muestra a Superman convirtiéndose en un tirano, con su propio régimen de héroes contra una insurgencia liderada por Batman. Shazam aparece como miembro del régimen de Superman, pero finalmente es asesinado por Superman cuando cuestiona el plan del Hombre de Acero de destruir Metrópolis y Gotham para "demostrar" al mundo que su autoridad es necesaria. Su muerte incita a Flash a desertar de la Insurgencia, lo que le da a los héroes opuestos la información que necesitan para detener el Régimen.[189] Se menciona, pero no aparece en, la secuela, Injustice 2 en las versiones de PC y consola, pero la versión de película de Shazam se puede reproducir en la versión móvil.
- Shazam reaparece como un personaje jugable en Lego Batman 3: Beyond Gotham. Él es capaz de cambiar a Billy Batson y volver a voluntad. Esta vez, Shazam está al instante en las versiones de la consola sin contenido descargable.
- Shazam aparece como un personaje jugable en DC Unchained.
- Shazam aparece en Lego DC Super-Villains, con la voz de Brandon Routh, mientras que Billy Batson con Zach Callison. Su homólogo de Tierra-3, Mazahs, también es un personaje jugable, con la voz de Lex Lang. En el DLC basado en la película de 2019, Shazam es la voz de Zachary Levi.

## Impacto cultural y legado

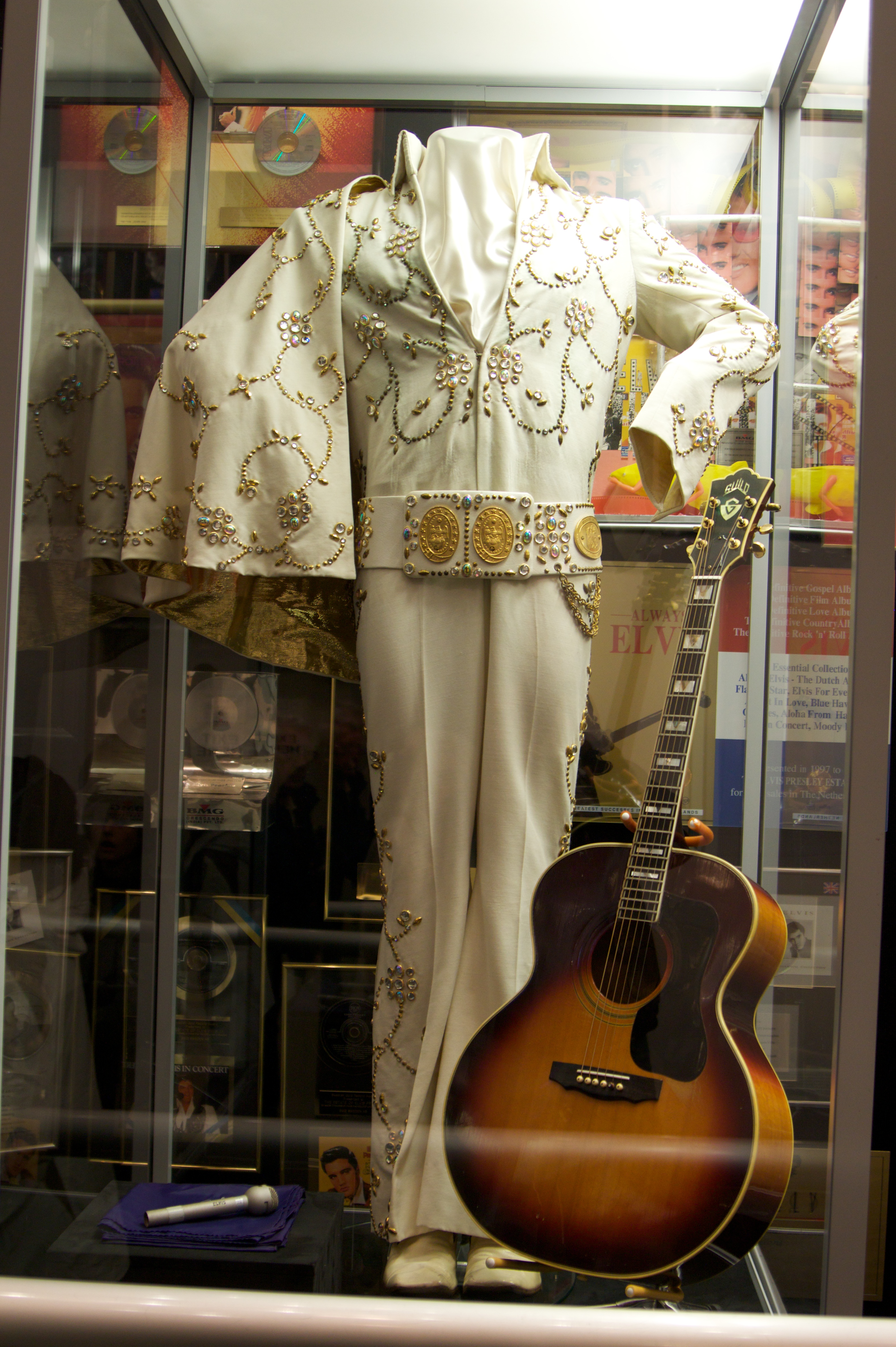
Jumpsuit con capa de Elvis Presley de los 70s

Elvis Presley mostró su fanatismo por los comics del Capitan Marvel desde muy pequeño, en especial por el Capitan Marvel Jr. Durante el comienzo de sus conciertos a partir de finales de los 60s y durante las posteriores giras de los 70s Elvis adoptó un atuendo conocido como jumpsuits a veces acompañados de capas que desplegaba a modo de saludo al final de sus shows, como en Aloha from Hawaii, que se diseñaron inspirándose en el personaje de los comics. También Elvis creó su propio símbolo que utilizaba en forma de dige colgado a modo de collar, que llevaba las siglas TCB ("take care of bussiness") conjuntamente con un rayo de iguales características que el que Marvel lleva en su traje.   Las aventuras de Captain Marvel han contribuido con varios elementos la cultura de las historietas así como a la cultura pop en general. La contribución más notable es el uso regular de la figura de Superman con el Captain Marvel como buenos adversarios en las historias de cómics en la Edad Moderna. Los dos se representan a menudo como iguales y, aunque Marvel no posee la visión de calor, la visión de rayos X o el poder del superaliento superhumano de Superman, la naturaleza mágica de sus propios poderes se convierte en una debilidad para Superman.
La rivalidad original entre National Comics y Fawcett Comics ha llegado a ser parodiada en "Superduperman", una historia satírica publicada en los cómics del personaje de Harvey Kurtzman y Wally Wood en el cuarto número de la revista Mad (del mes de abril a mayo de 1953). Superduperman, dotado con músculos en los músculos, lucha con Captain Marbles, una caricatura parodia al Capitán Marvel. La palabra mágica que utiliza es "SHAZOOM!", que significa S (Fuerza), H (Salud), A (Aptitud), Z (Celos), Ox (Poder de), Ox (Poder de otros) y M (Dinero). En contraste con la percepción de la inocencia y bondad del Capitán Marvel, Marbles es codicioso y busca dinero, además es un criminal de criminales. Superduperman derrota a Marbles engañándolo para que se golpee a sí mismo.
Mientras publicaba a Shazam! en la década de 1970, DC Comics publicó una historia en las páginas de Superman Volumen uno #276 (de junio de 1974), que presenta una batalla entre el Hombre de Acero y una versión del Capitán Marvel llamado Capitán Trueno, una referencia al nombre original del personaje. Aparentemente lucha contra una Liga de Monstruos, que lanzó un hechizo para hacerlo malvado, pero Superman le ayuda a liberarse. Dos años más tarde, la Liga de la Justicia de América Volumen uno #135–137, presentando un arco en una historia en el que se mostraba a los héroes de Tierra-Uno, Tierra-Dos y Tierra-S juntos contra sus propios enemigos. Sería en esta historia en la que tanto Superman como el Capitán Marvel se encontrarían por primera vez, aunque fuese brevemente. King Kull hizo que Superman se volviese loco usando la kryptonita roja, conllevando a que Superman y Marvel luchasen entre sí, pero Marvel restauraría su mente a la normalidad con su rayo.
En las páginas de Shazam! Volumen uno #30 de (1977), el Doctor Sivana crearía varias criaturas de acero para destruir varias fábricas de acero en Pittsburgh, después de que se le ocurrió la idea de leerse un número de Action Comics, algo que definia la existencia de DC Comics en su mundo. Finalmente, crearía a un robot de Superman hecho de un súper acero para destruir al Capitán Marvel. Ambos se encontrarían combatiendo el uno contra el otro casi al mismo instante, terminando con victoria del gran queso rojo al destruir el robot.
Otras notables las batallas posteriores de Superman y el Captain Marvel en DC Comics también se dieron, como la que se publicó en las páginas de All-New Collectors Edition #C-58 de (1978), la que se vio en las páginas de All-Star Squadron Volumen uno #36–37 de (1984), y Superman Volumen dos #102 de (1995). La batalla entre Superman y el Capitán Marvel representada en Kingdom Come #4 de (1996) ha servido como punto culminante de esa miniserie, ya que Lex Luthor y Mister Mind le habían lavado el cerebro a Marvel para enfrentar a los otros héroes. En los medios de entretenimiento como la Televisión, este tipo de enfrentamientos ha sido trasladado a la serie animada de la Liga de la Justicia Ilimitada, en el episodio "Choque", en donde se nos muestra la pelea entre el Capitán Marvel como personaje invitado, contra Superman, luego de una serie de incidentes en el que al final termina decepcionado de los enfoques y decisiones irresponsables que la Liga estaba llevando en ese momento, y que contribuyeron a que este renunciara a su menbresía del equipo. En contraste, la descripción de la primera reunión como pareja entre Superman y Shazam!; se dio precisamente en la miniserie de Judd Winick, Superman/Shazam! First Thunder, una miniserie en la que se establece como amigos firmes y aliados hasta el punto de que Superman se ofrece voluntariamente a ser el mentor de Billy cuando se entera de la verdadera identidad y la edad del niño.